# Coupe du monde féminine de football 2019
Navigation
Canada 2015 Australie/Nouvelle-Zélande 2023
La Coupe du monde féminine de football 2019 est la huitième édition de la Coupe du monde féminine de football. Elle se déroule en France, selon la décision de la FIFA du 19 mars 2015. C'est la première fois que la France organise la Coupe du monde féminine.
Ce mondial représente un double enjeu pour les équipes européennes, puisque les trois meilleures d'entre elles sont directement qualifiées pour les Jeux olympiques de Tokyo 2020. Elles se retrouvent au nombre de sept qualifiées en quarts de finale ; la seule équipe non-européenne présente à ce stade de la compétition étant celle des États-Unis, la tenante du titre, qui élimine finalement l'équipe hôte 2-1 le 28 juin au Parc des Princes. Les demi-finales opposent les États-Unis à l'Angleterre et la Suède aux Pays-Bas, ces trois dernières formations étant donc les qualifiées européennes pour le tournoi olympique 2020.
L'équipe des États-Unis remporte son quatrième titre mondial en battant celle des Pays-Bas 2-0 au Groupama Stadium de Lyon le 7 juillet 2019, et conserve ainsi le trophée ramené du Canada en 2015. L'Américaine Megan Rapinoe est élue meilleure joueuse du tournoi et remporte le ballon d'or féminin en fin d'année.

## Préparation de l'événement

### Désignation du pays hôte

Logo de la candidature française pour la Coupe du monde 2019.

Le 6 mars 2014, la FIFA annonce l'ouverture officielle des candidatures pour l'organisation de la Coupe du Monde Féminine de la FIFA 2019. Les fédérations candidates doivent soumettre une déclaration d'intérêt et fournir l'ensemble des documents demandés au plus tard le 31 octobre 2014. La FIFA annonce également qu'elle souhaite que le même pays organise la Coupe du Monde Féminine 2019 et la Coupe du Monde Féminine U-20 2018, tout en se réservant le droit d’attribuer séparément l’organisation des deux événements.
Initialement, cinq pays ont manifesté leur intérêt pour accueillir les deux événements : l'Angleterre, la France, la République de Corée, la Nouvelle-Zélande et l'Afrique du Sud. Toutefois, le nombre de pays candidats a été ramené à deux en octobre 2014, après l'abandon des différentes candidatures à l'exception de la France et de la Corée du Sud. La Fédération sud-africaine de football avait initialement manifesté son intérêt en avril 2014, avant de déclarer forfait avant la date limite de dépôt des candidatures en octobre 2014. La Fédération japonaise de football et la Fédération suédoise de football avaient également manifesté leur intérêt, sans déposer de candidature. En effet, le Japon souhaitait finalement se concentrer sur la Coupe du monde de rugby 2019 et les Jeux olympiques d'été de 2020, tandis que la Suède a décidé de se concentrer sur la Coupe d'Europe des moins de 17 ans.
Finalement, la France était donc en compétition avec la Corée du Sud pour organiser la huitième édition de la Coupe du monde féminine ainsi que la neuvième édition de celles des moins de 20 ans en 2018.
Le 19 mars 2015, le comité exécutif de la FIFA attribue à l'unanimité l'organisation du tournoi à la France.
C'est la première fois que la France accueille la Coupe du Monde féminine de football sur son sol, après avoir organisé la Coupe du Monde masculine en 1938 et en 1998.

### Emblèmes de la Coupe du monde
Le logo et le slogan de la Coupe du monde ont été lancés le 19 septembre 2017 au Musée de l'Homme à Paris, en présence du Président de la FIFA, Gianni Infantino, du président de la Fédération Française de Football Noël Le Graët et de la Ministre des Sports, Laura Flessel.
Le logo choisi reprend la forme du trophée de la Coupe du monde, surmonté par un ballon de football entouré de huit fragments de lumière, symbolisant la huitième édition de la Coupe du monde féminine. Il fait allusion à plusieurs icônes culturelles françaises :
- Les couleurs du drapeau de la France
- Les rayures bleues et blanches de la marinière, appelée aussi « rayure bretonne »
- La fleur de lys

Le slogan de la Coupe du monde est « Le moment de briller » (dare to shine en anglais).
Le 12 mai 2018, la FIFA dévoile le portrait de la mascotte de la Coupe du monde : un jeune poussin nommé Ettie. Ce choix est une référence au coq gaulois, qui est un symbole national français dans la culture populaire. Son nom, Ettie, provient du mot « étoile », la première étoile qui a été remportée par son père Footix lors de la Coupe du monde de football de 1998 en France.
Le 27 février 2019, Adidas a dévoilé le ballon de la compétition baptisé Conext19.
À partir des matchs à élimination directe, il est remplacé par le Tricolore19. Inspiré du Tricolore utilisé pendant la Coupe du monde masculine en 1998, ce ballon est composé de flammes bleues, blanches et rouges rappelant le drapeau de la France.
Contrairement aux éditions précédentes, la Coupe du monde 2019 ne dispose d'aucun hymne officiel, cependant le titre « Gloria » de l'artiste Jain qui a inauguré la coupe du monde est de facto l'hymne de cette coupe du monde, le titre étant diffusé à la fin de la majorité des matchs. Après les échecs de « Happiness » d'Alexis Jordan pour la Coupe du monde féminine 2011 et de « Live it up » pour la Coupe du monde masculine 2018, la FIFA a également décidé de privilégier des « hymnes » par équipes. L'équipe de France féminine a ainsi son propre hymne, « Le moment de briller », interprété par la chanteuse de rap Sianna Dwayna.

Logo officiel utilisé pour la Coupe du monde 2019
Ettie, fille de Footix[15], mascotte officielle de la Coupe du monde 2019
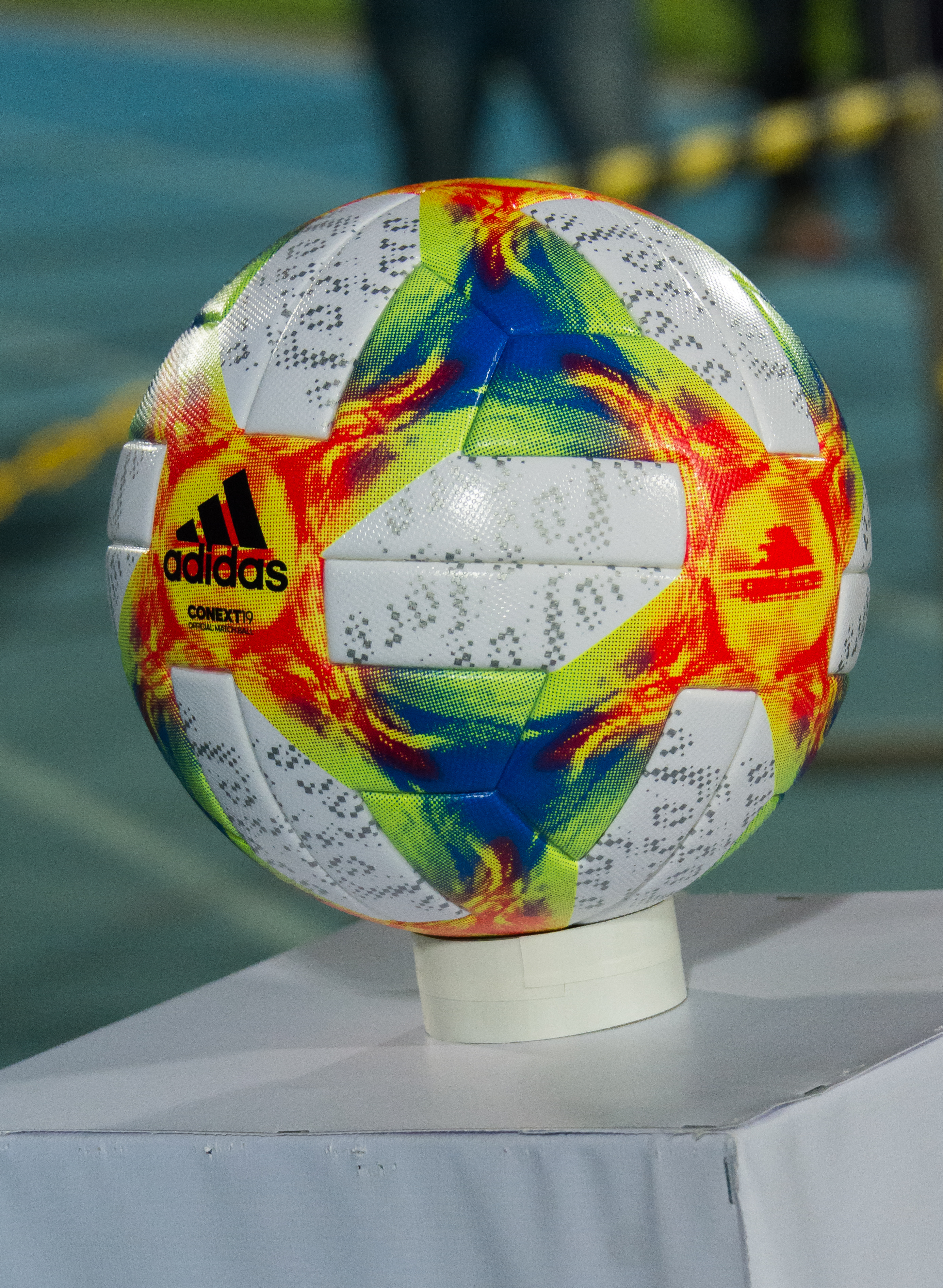
Conext19, le ballon officiel utilisé sur le premier tour de la Coupe du monde 2019
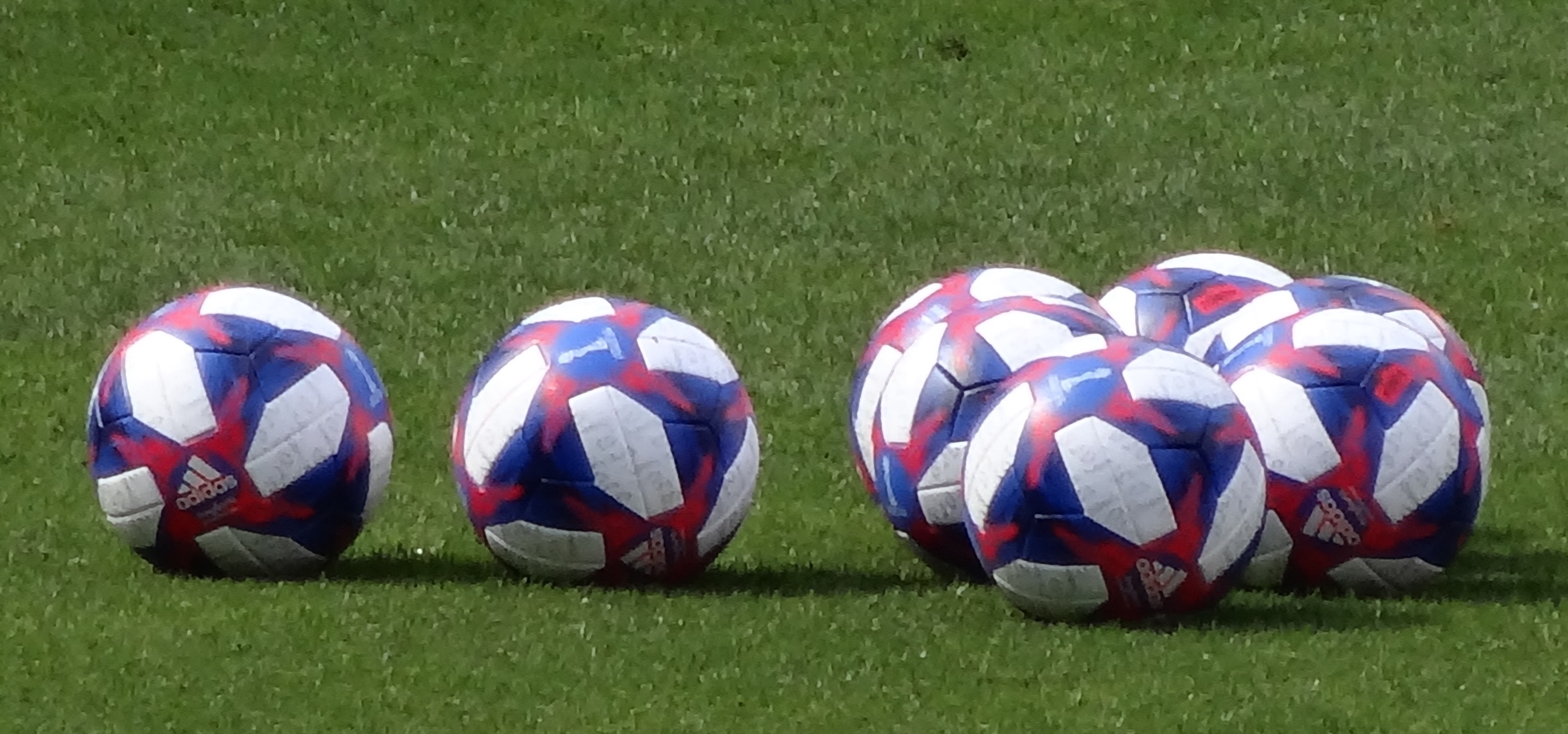
Tricolore 19, le ballon officiel utilisé durant la phase finale de la Coupe du monde 2019

### Ambassadrice
L'ambassadrice choisie par la FIFA afin d'assurer la promotion de la Coupe du Monde est Deyna Castellanos, une jeune footballeuse vénézuélienne qui avait été l'une des attractions de la Coupe du monde des moins de 17 ans disputée en Jordanie en 2016.
Le choix de la FIFA n'est pas anodin, Dayna Castellanos faisant partie des joueuses de football les plus suivies sur les réseaux sociaux.
Elle est chargée de la gestion du compte Twitter @FIFAWWC durant toute la compétition.

### Villes et stades
Les neuf villes hôtes ont été choisies par le comité exécutif de la Fédération Française de Football en concertation avec la FIFA.
Onze villes étaient initialement candidates pour recevoir des matches de cette compétition. Auxerre (stade de l'Abbé-Deschamps) et Nancy (stade Marcel-Picot) ne sont pas retenues. Initialement proposé, le Stade Jean Bouin a finalement été remplacé par le Parc des Princes.
Trois des stades ont été utilisés durant l'Euro 2016 : le Parc Olympique lyonnais (ou Stade de Lyon) à Décines, en banlieue lyonnaise, l'Allianz Riviera (ou Stade de Nice) à Nice et le Parc des Princes à Paris. Ce dernier a accueilli des matches de la Coupe du monde masculine 1998 et se trouve sur l'ancien site d'un stade ayant accueilli des matches de la Coupe du monde masculine 1938. Le stade de la Mosson à Montpellier a également été utilisé en 1998. Les autres stades peuvent accueillir moins de 30 000 spectateurs.
Le match d'ouverture s'est déroulé au Parc des Princes tandis que les demi-finales ainsi que la finale se dérouleront au Parc Olympique lyonnais d'une capacité de 58 000 places (initialement, Lyon devait également accueillir le match d'ouverture).
Interrogé sur l’attribution au même stade (celui de Lyon) des deux demi-finales et de la finale, le comité d’organisation de la FIFA a indiqué vouloir offrir « une forme de reconnaissance pour le travail de l'Olympique Lyonnais et de Jean-Michel Aulas en faveur du football féminin ». Par ailleurs, la capacité du stade de Lyon (le plus grand des neuf stades choisis) permettra d’assurer l’accueil d’un maximum de supporters.
Pour l'occasion, les stades qui font l'objet d'un naming ont été renommés pendant la période de la compétition afin de ne pas concurrencer les sponsors de la FIFA. L'Allianz Riviera a ainsi été renommé Stade de Nice et le Groupama Stadium renommé en Stade de Lyon.
Certains stades sélectionnés ont par ailleurs fait l'objet de travaux afin de répondre aux exigences fixées par la FIFA. C'est notamment le cas du Stade Auguste-Delaune à Reims, dont la pelouse a été changée au printemps 2018 et dont l'espace presse a dû être refait pour accueillir les journalistes des différents pays. La pelouse du Stade de Lyon a également été changée à trois semaines de la réception des demi-finales et de la finale.

#### Le stade de France et le stade Vélodrome: les deux grands absents
Le Stade de France, qui avait accueilli la finale de la Coupe du Monde masculine en 1998, n’a finalement pas été retenu par la ville de Paris au moment de la phase de candidature en 2014, au contraire du Parc des Princes.
L’absence de match au Stade de France s’expliquerait également par les relations compliquées qu’entretiendrait la Fédération française de football avec le Consortium Stade de France, en raison du coût du contrat signé entre les deux parties pour l’organisation des matchs de l’équipe de France masculine (un contrat jugé trop cher par la Fédération).
Concernant le Stade Vélodrome, les contraintes liées à l'organisation de travaux au sein du stade à une période antérieure aurait incité la fédération à porter son choix sur le stade de Nice plutôt que sur le stade Vélodrome.

#### Cartographie des stades et capacités
| \| Décines-Charpieu Montpellier Grenoble Paris Reims Rennes Valenciennes Nice Le Havre \| Localisation des 9 villes hôtes |
| Décines-Charpieu Montpellier Grenoble Paris Reims Rennes Valenciennes Nice Le Havre                                       |

| Décines-Charpieu Montpellier Grenoble Paris Reims Rennes Valenciennes Nice Le Havre |

### Assistance vidéo à l'arbitrage

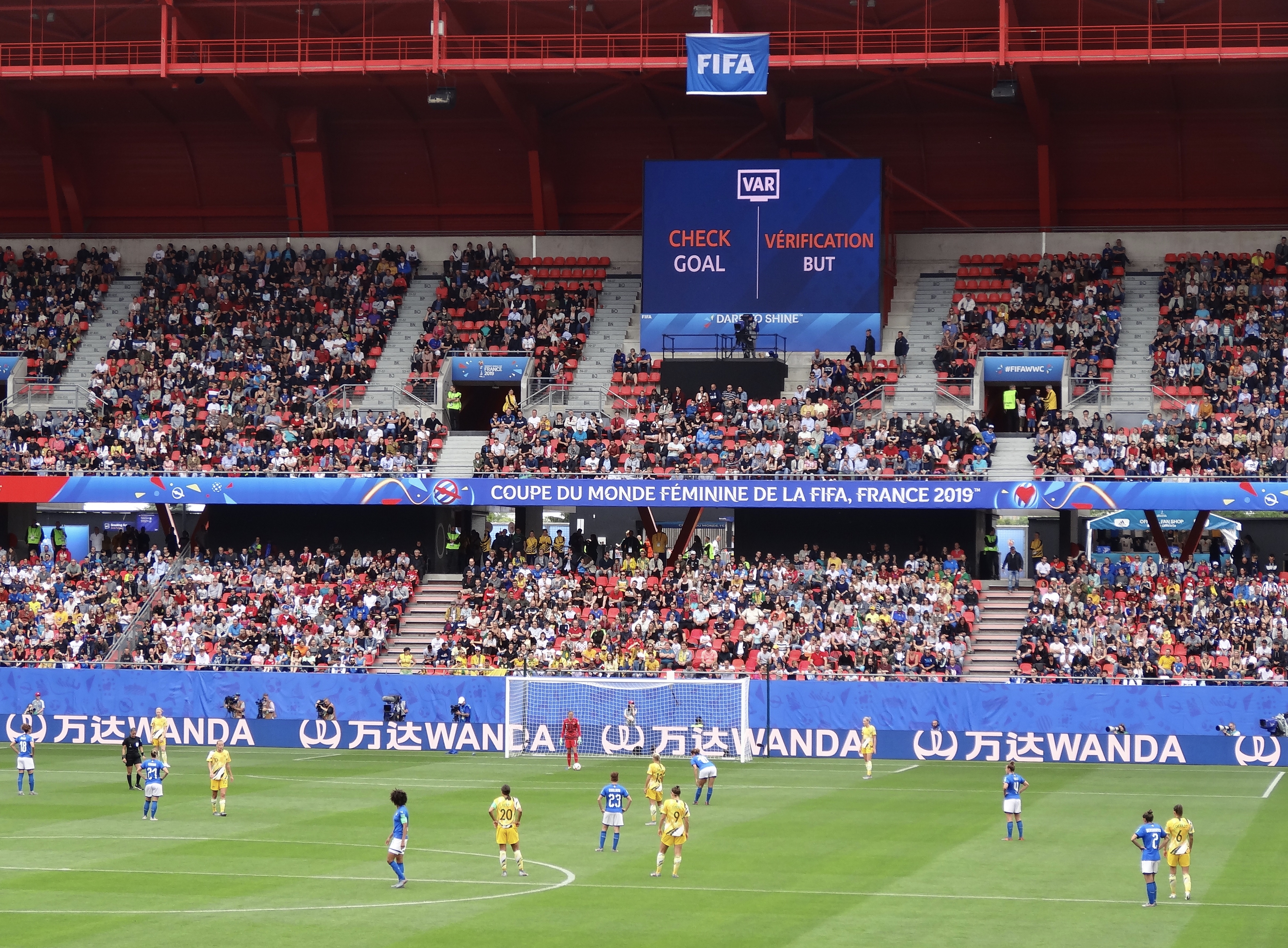
Utilisation de la VAR lors d'Australie - Italie.

Pour la première fois de l'histoire de la compétition, l'assistance vidéo à l'arbitrage est utilisée lors des matches de la phase finale.
Parmi les nouveautés apportées par l'utilisation de cette technologie, une attention est particulièrement apportée au fait que les gardiennes doivent avoir les pieds sur la ligne de but lorsque les penalties sont tirés.
Malgré cette assistance apportée aux arbitres, Pierluigi Collina reconnaîtra que des erreurs sont encore commises.
Les polémiques subsistent, comme lors du quart de finale entre l'Angleterre et le Cameroun, au cours duquel les Camerounaises menaceront de quitter le terrain à la suite des décisions arbitrales.

## Des enjeux inédits

### Enjeux pour la FIFA

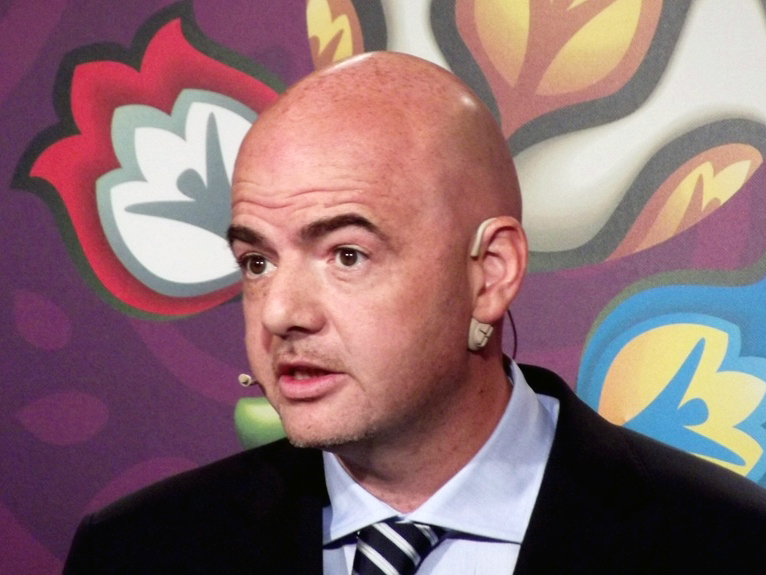
Le Président de la FIFA Gianni Infantino en 2011.

La Coupe du Monde 2019 représente un enjeu majeur pour la FIFA dans la promotion du football féminin.
Lors de la dernière Coupe du Monde féminine de football organisée au Canada en 2015, 1,35 million de spectateurs avaient été comptabilisés dans les différents stades sur l'ensemble de la compétition. En choisissant la France, pays où le football féminin est en plein développement, la FIFA espère qu'un nouveau record d'affluence sera atteint.
Au niveau des audiences TV, les enjeux sont encore plus importants. Alors que la dernière Coupe du Monde avait rassemblé 750 millions de téléspectateurs, la FIFA espère dépasser le stade symbolique du milliard de téléspectateurs pour l'édition 2019.
Selon le président de la FIFA, Gianni Infantino, la Coupe du Monde 2019 doit ainsi constituer « un tournant décisif » pour l'engouement autour du football féminin.

### Enjeux pour la FFF
Du côté de la Fédération Française de Football (FFF), la Coupe du Monde doit permettre de donner un coup d'accélérateur au plan de féminisation du football français qui a été lancé en 2011.
En 2016-2017, la France comptait 165 000 joueuses licenciées. À la suite de la Coupe du Monde en France, la Fédération espère dépasser le cap des 200 000 licenciées en 2020.
Dans cette optique, le président de la FFF, Noël Le Graët, compte sur la Coupe du Monde afin de donner « un coup de fouet » au développement du foot féminin en France.

### Contraintes de sécurité
Comme lors de l’Euro 2016 qui avait été organisé en France, le dispositif de sécurité a été renforcé autour des stades afin de prévenir les risques d’attentat. Environ 20 000 agents de sécurité privée ont ainsi été appelés afin de compléter les effectifs de gendarmerie, militaires, CRS, démineurs et sapeurs-pompiers. Leur rôle sera de sécuriser les accès presse via des « postes inspection filtrage » (PIF), avec portiques et tunnels à rayons X.
Des consignes ont par ailleurs été données aux sociétés privées ainsi qu’à la police nationale afin que leurs effectifs dédiés à la Coupe du Monde comportent un maximum de femmes, notamment pour la sécurité des vestiaires à l'intérieur des stades. Cinq policières et gendarmes ont ainsi affectées à chaque sélection, dont une agente de liaison chargée de coordonner la sécurité.

## Acteurs de la Coupe du monde

### Équipes qualifiées
En tant que pays organisateur, l'équipe de France est qualifiée d'office pour sa quatrième participation à une phase finale de Coupe du monde, après les éditions 2003, 2011 et 2015.

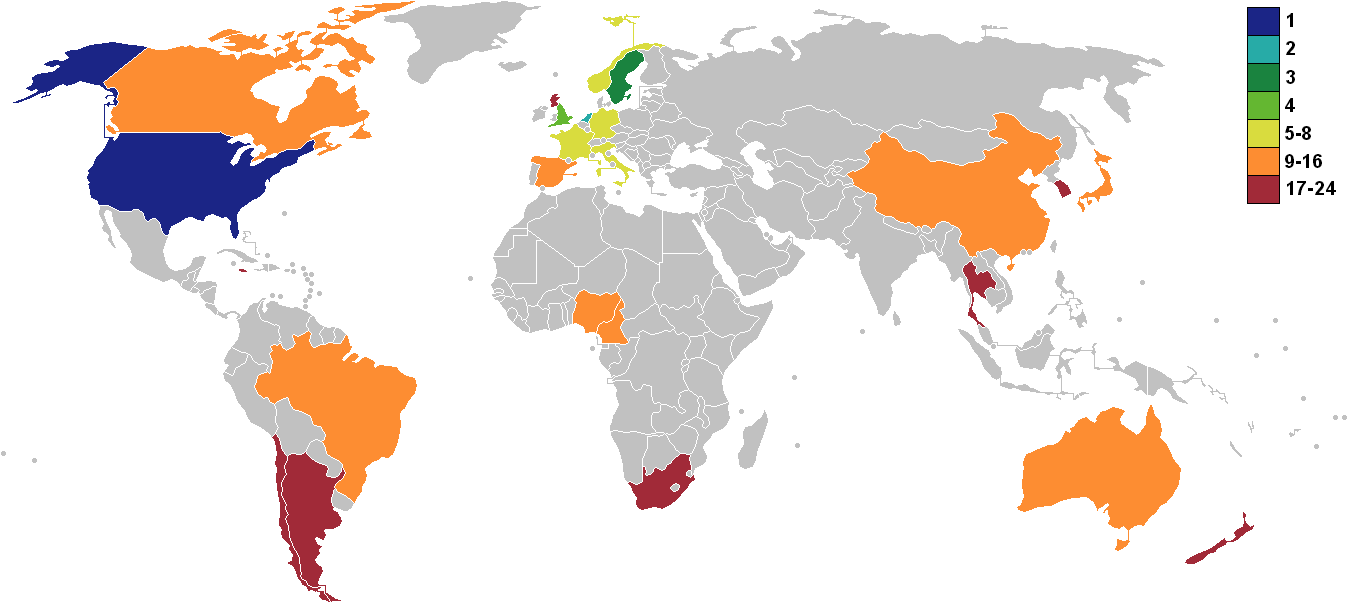
Les équipes participant à la Coupe du monde féminine 2019.

| Europe (UEFA) 9 places dont une au pays hôte | Amérique du Sud (CONMEBOL) 3 places                                                       | Afrique (CAF) 3 places |
| --- | ----------------------------------------------------------------------------------------- | --- |
| - France PO : 4e phase finale - Espagne : 2e phase finale - Italie : 3e phase finale - Angleterre : 5e phase finale - Écosse : 1re phase finale - Suède : 8e phase finale - Allemagne : 8e phase finale - Norvège : 8e phase finale - Pays-Bas : 2e phase finale | - Brésil : 8e phase finale - Chili : 1re phase finale - Argentine : 3e phase finale       | - Afrique du Sud : 1re phase finale - Nigeria : 8e phase finale - Cameroun : 2e phase finale                                                     |
| Océanie (OFC) 1 place | Amérique du Nord, Centrale et Caraïbes (CONCACAF) 3 places                                | Asie (AFC) 5 places |
| - Nouvelle-Zélande : 5e phase finale | - Canada : 7e phase finale - États-Unis T : 8e phase finale - Jamaïque : 1re phase finale | - Australie : 7e phase finale - Chine : 7e phase finale - Corée du Sud : 3e phase finale - Japon : 8e phase finale - Thaïlande : 2e phase finale |

### Liste des joueuses
Chaque association nationale doit soumettre au plus tard le 26 avril 2019, soit 42 jours avant le match d'ouverture, une liste préliminaire pouvant contenir jusqu'à 50 joueuses maximum dont au moins quatre gardiennes de but. La liste définitive de 23 joueuses dont trois gardiennes de but, qui doivent être choisies parmi celles de la liste préliminaire, doit être transmise au plus tard le 27 mai à midi. Une joueuse de cette liste ne peut être remplacée qu'en cas de blessure grave survenue au plus tard 24 heures avant le premier match de son équipe, et sur approbation de la Commission médicale de la FIFA.

### Arbitres
Le 29 mars 2018, la Commission des arbitres de la FIFA publie le choix des 27 arbitres et 48 arbitres assistants,. Le 4 juin, la FIFA annonce le retrait de l'arbitre canadienne Carol Anne Chénard et de l'arbitre assistante Yongmei Cui pour des raisons de santé.

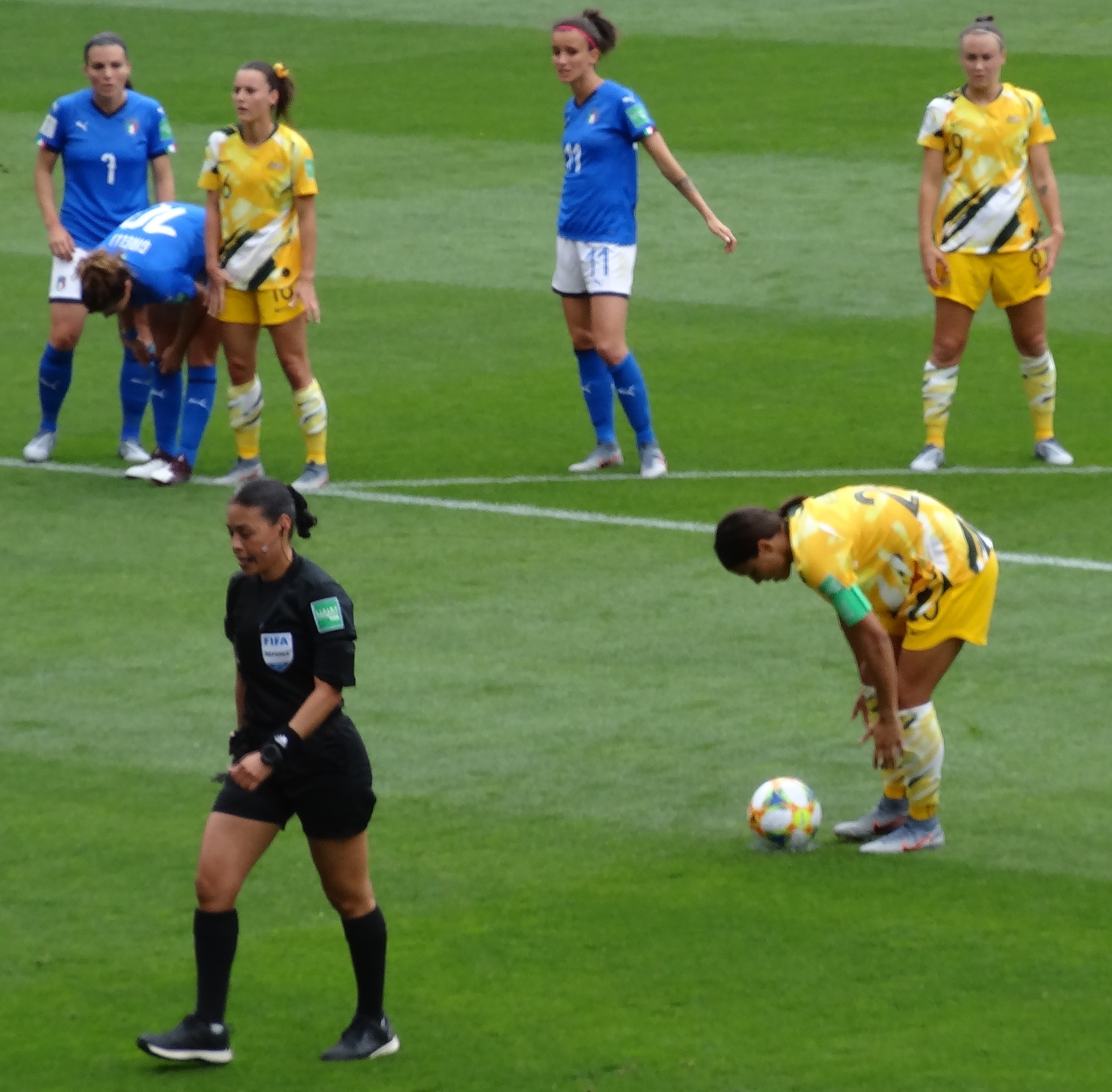
Melissa Borjas accordant un penalty à Sam Kerr.

| Confédération | Arbitres               |
| ------------- | ---------------------- |
| AFC           | Kate Jacewicz          |
| AFC           | Qin Liang              |
| AFC           | Casey Reibelt          |
| AFC           | Ri Hyang-ok            |
| AFC           | Yoshimi Yamashita      |
| CAF           | Lidya Tafesse Abebe    |
| CAF           | Gladys Lengwe          |
| CAF           | Salima Mukansanga      |
| CONCACAF      | Marie-Soleil Beaudoin  |
| CONCACAF      | Melissa Borjas         |
| CONCACAF      | Ekaterina Koroleva     |
| CONCACAF      | Lucila Venegas         |
| CONMEBOL      | Edina Alves Batista    |
| CONMEBOL      | María Carvajal         |
| CONMEBOL      | Laura Fortunato        |
| CONMEBOL      | Claudia Umpiérrez      |
| OFC           | Anna-Marie Keighley    |
| UEFA          | Jana Adámková          |
| UEFA          | Sandra Braz            |
| UEFA          | Stéphanie Frappart     |
| UEFA          | Riem Hussein           |
| UEFA          | Katalin Kulcsár        |
| UEFA          | Kateryna Monzul        |
| UEFA          | Anastasia Pustovoitova |
| UEFA          | Esther Staubli         |
| UEFA          | Bibiana Steinhaus      |

| Confédération | Arbitres assistants     |
| ------------- | ----------------------- |
| AFC           | Makoto Bozono           |
| AFC           | Fang Yan                |
| AFC           | Maiko Hagio             |
| AFC           | Hong Kum-nyo            |
| AFC           | Kim Kyoung-min          |
| AFC           | Lee Seul-gi             |
| AFC           | Naomi Teshirogi         |
| CAF           | Bernadettar Kwimbira    |
| CAF           | Mary Njoroge            |
| CAF           | Lidwine Rakotozafinoro  |
| CAF           | Queency Victoire        |
| CONCACAF      | Chantal Boudreau        |
| CONCACAF      | Princess Brown          |
| CONCACAF      | Enedina Caudillo        |
| CONCACAF      | Mayte Chávez            |
| CONCACAF      | Felisha Mariscal        |
| CONCACAF      | Kathryn Nesbitt         |
| CONCACAF      | Shirley Perello         |
| CONCACAF      | Stephanie-Dale Yee Sing |

| Confédération | Arbitres assistants   |
| ------------- | --------------------- |
| CONMEBOL      | Mónica Amboya         |
| CONMEBOL      | Neuza Back            |
| CONMEBOL      | Mary Blanco           |
| CONMEBOL      | Mariana De Almeida    |
| CONMEBOL      | Luciana Mascaraña     |
| CONMEBOL      | Tatiane Sacilotti     |
| CONMEBOL      | Loreto Toloza         |
| CONMEBOL      | Leslie Vásquez        |
| OFC           | Sarah Jones           |
| OFC           | Maria Salamasina      |
| UEFA          | Oleksandra Ardasheva  |
| UEFA          | Kylie Cockburn        |
| UEFA          | Petruța Iugulescu     |
| UEFA          | Chrysoula Kourompylia |
| UEFA          | Susanne Küng          |
| UEFA          | Ekaterina Kurochkina  |
| UEFA          | Julia Magnusson       |
| UEFA          | Sian Massey           |
| UEFA          | Manuela Nicolosi      |
| UEFA          | Michelle O'Neill      |
| UEFA          | Katrin Rafalski       |
| UEFA          | Lisa Rashid           |
| UEFA          | Lucie Ratajová        |
| UEFA          | Sanja Rođak-Karšić    |
| UEFA          | Maryna Striletska     |
| UEFA          | Mária Súkeníková      |
| UEFA          | Mihaela Tepusa        |
| UEFA          | Katalin Török         |

### Arbitres pour l'assistance vidéo à l'arbitrage
Le 15 mars 2019, le Conseil de la FIFA approuve l'utilisation de l'assistance vidéo à l'arbitrage (VAR) pour la première fois dans une compétition féminine de la FIFA. La technologie avait été précédemment déployée pour la Coupe du monde de football de 2018 en Russie. Les 15 arbitres pour la VAR sont annoncés par la FIFA le 2 mai 2019,.
| Confédération | Arbitres VAR                    |
| ------------- | ------------------------------- |
| AFC           | Chris Beath                     |
| AFC           | Mohammed Abdulla Hassan Mohamed |
| CONCACAF      | Drew Fischer                    |
| CONMEBOL      | Mauro Vigliano                  |
| UEFA          | Bastian Dankert                 |
| UEFA          | Carlos del Cerro Grande         |
| UEFA          | Paweł Gil                       |
| UEFA          | Massimiliano Irrati             |
| UEFA          | Tiago Martins                   |
| UEFA          | Danny Makkelie                  |
| UEFA          | José María Sánchez Martínez     |
| UEFA          | Sascha Stegemann                |
| UEFA          | Clément Turpin                  |
| UEFA          | Paolo Valeri                    |
| UEFA          | Felix Zwayer                    |

## Phase finale

### Tirage au sort
Le tirage au sort de la phase finale du Mondial 2019 a lieu le 8 décembre 2018 à La Seine musicale à Boulogne-Billancourt. Il obéit à des règles strictes :
- Une équipe de chaque chapeau par groupe
- Le pays hôte figure dans le chapeau 1 (têtes de série) et est préalablement affecté dans le groupe A
- Les équipes d'une même confédération (UEFA exceptée) doivent jouer dans des groupes différents
- Chaque groupe doit contenir 1 ou 2 équipes européennes

| Chapeau 1                                               | Chapeau 2                                   | Chapeau 3                                                   | Chapeau 4                                                |
| ------------------------------------------------------- | ------------------------------------------- | ----------------------------------------------------------- | -------------------------------------------------------- |
| France États-Unis Allemagne Angleterre Canada Australie | Pays-Bas Japon Suède Brésil Espagne Norvège | Corée du Sud Chine Italie Nouvelle-Zélande Écosse Thaïlande | Argentine Chili Nigeria Cameroun Afrique du Sud Jamaïque |

| Groupe A     | Groupe B         | Groupe C   |
| ------------ | ---------------- | ---------- |
| France       | Allemagne        | Australie  |
| Corée du Sud | Chine            | Italie     |
| Norvège      | Espagne          | Brésil     |
| Nigeria      | Afrique du Sud   | Jamaïque   |
| Groupe D     | Groupe E         | Groupe F   |
| Angleterre   | Canada           | États-Unis |
| Écosse       | Cameroun         | Thaïlande  |
| Argentine    | Nouvelle-Zélande | Chili      |
| Japon        | Pays-Bas         | Suède      |

### Cérémonie d'ouverture

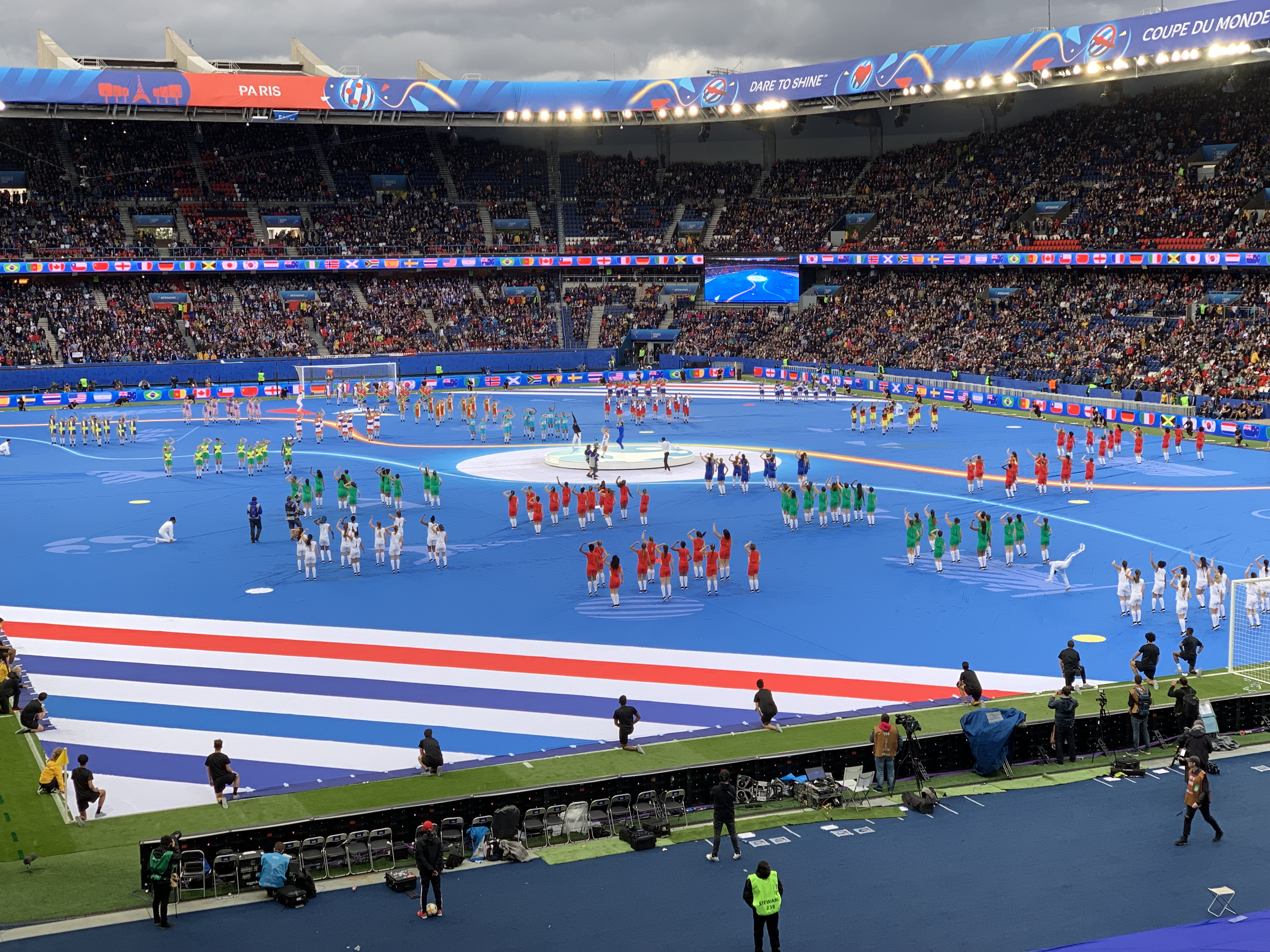
La cérémonie d'ouverture au Parc des Princes le 7 juin 2019

La cérémonie d'ouverture a eu lieu le 7 juin 2019 au Parc des Princes à Paris, juste avant le match France-Corée du Sud, en présence de la chanteuse pop Jain.
L’artiste française a interprété plusieurs titres, dont une chanson inédite intitulée « Gloria », en hommage au football, un sport incarnant le « succès collectif ». Différents spectacles de plusieurs tableaux retraçant l’histoire du football féminin ont ensuite été réalisés par près de 300 figurantes. La Patrouille de France a survolé le Parc des Princes pour parachever la cérémonie.

### Premier tour
Le format du premier tour est celui d'un tournoi toutes rondes simple. Chaque équipe joue un match contre toutes les autres équipes du même groupe.
- Victoire : 3 points ;
- Match nul : 1 point ;
- Défaite : 0 point.

En cas d'égalité de points entre équipes dans un groupe, les critères de classement sont utilisés suivant :
1. la meilleure différence de buts ;
2. le plus grand nombre de buts ;

Sur la base des deux critères susmentionnés, si deux équipes ou plus restent à égalité, elles sont départagées suivant :
1. le plus grand nombre de points obtenus entre les équipes concernées ;
2. la meilleure différence de buts particulière entre les équipes concernées ;
3. le plus grand nombre de buts marqués entre les équipes concernées ;
4. le critère disciplinaire suivant le barème négatif : 1 point pour un avertissement non suivi d'une expulsion, 3 points pour le second avertissement dans un même match entraînant une expulsion, 4 points pour une expulsion directe, 5 points pour un avertissement suivi plus tard d'une expulsion directe ;

(si le départage n'est pas possible après épuisement de tous les critères, un tirage au sort est effectué en dernier recours)

À l'issue de ce classement, le premier et le deuxième de chaque groupe ainsi que les quatre meilleurs troisièmes sont qualifiés pour les huitièmes de finale.
Abréviations
- Pts : nombre de points
- J : nombre de matchs joués
- G : nombre de matchs gagnés
- N : nombre de matchs nuls
- P : nombre de matchs perdus
- BP : nombre de buts marqués (« buts “pour” »)
- BC : nombre de buts encaissés (« buts “contre” »)
- Diff : différence de buts (BP-BC)

- Classement

- Équipe qualifiée
- Meilleure troisième, qualifiée
- Équipe éliminée

Équipe en caractère gras = Équipe qualifié
- Rencontre :

Équipe en caractère gras = Équipe victorieuse

#### Groupe A
Au début de la compétition, la France et la Norvège font office de favoris du groupe A. Bien que privée de son attaquante phare Ada Hegerberg, élue Ballon d'or de l'année 2018, en conflit avec sa fédération, la Norvège espère disputer la première place à la France, le pays hôte.
Lors de leur premier match, la France et la Norvège étalent leur puissance offensive, en s’imposant respectivement 4-0 et 3-0 face à la Corée du Sud et au Nigeria. Elles s’affrontent ensuite lors du deuxième match. Malgré la puissance physique des Norvégiennes et un but contre son camp de Wendie Renard, les Bleues s’imposent finalement 2-1 et prennent la première place du groupe. Lors du dernier match, elles consolident leur première place en s’imposant 1-0 contre le Nigeria grâce à un penalty manqué puis retiré après utilisation de la VAR en toute fin de match. De leur côté, les Norvégiennes assurent leur deuxième place en battant les Coréennes 2-1 et assurent ainsi leur qualification en huitième de finale. Le Nigeria termine troisième et la Corée du Sud quatrième.
| Rang | Équipe       | Pts | J | G | N | P | Bp | Bc | Diff |
| ---- | ------------ | --- | - | - | - | - | -- | -- | ---- |
| 1    | France       | 9   | 3 | 3 | 0 | 0 | 7  | 1  | +6   |
| 2    | Norvège      | 6   | 3 | 2 | 0 | 1 | 6  | 3  | +3   |
| 3    | Nigeria      | 3   | 3 | 1 | 0 | 2 | 2  | 4  | -2   |
| 4    | Corée du Sud | 0   | 3 | 0 | 0 | 3 | 1  | 8  | -7   |

1re journée
| 7 juin 2019 | France                                                                                        | 4 - 0   | Corée du Sud | Parc des Princes, Paris                                                           |                                                                                   |
| 21:00       | (Henry ) Le Sommer 9e · (Thiney ) Renard 35e · (Majri ) Renard 45+2e · (Le Sommer ) Henry 85e | (3 - 0) |              | Spectateurs : 45 261 Arbitrage : Claudia Umpiérrez Arbitre vidéo : Mauro Vigliano | Spectateurs : 45 261 Arbitrage : Claudia Umpiérrez Arbitre vidéo : Mauro Vigliano |
| 21:00       | Rapport                                                                                       |         |              | Spectateurs : 45 261 Arbitrage : Claudia Umpiérrez Arbitre vidéo : Mauro Vigliano | Spectateurs : 45 261 Arbitrage : Claudia Umpiérrez Arbitre vidéo : Mauro Vigliano |

| 8 juin 2019 | Norvège                                                                       | 3 - 0   | Nigeria                       | Stade Auguste-Delaune, Reims                                                  |                                                                               |
| 21:00       | (Graham Hansen ) Reiten 17e · (Reiten ) Karlseng Utland 34e · Ohale 37e (csc) | (3 - 0) |                               | Spectateurs : 11 058 Arbitrage : Kate Jacewicz Arbitre vidéo : Danny Makkelie | Spectateurs : 11 058 Arbitrage : Kate Jacewicz Arbitre vidéo : Danny Makkelie |
| 21:00       |                                                                               | Rapport | 13e Oparanozie · 45+1e Ordega | Spectateurs : 11 058 Arbitrage : Kate Jacewicz Arbitre vidéo : Danny Makkelie | Spectateurs : 11 058 Arbitrage : Kate Jacewicz Arbitre vidéo : Danny Makkelie |

2e journée
| 12 juin 2019 | Nigeria                                 | 2 - 0   | Corée du Sud       | Stade des Alpes, Grenoble                                                                       |                                                                                                 |
| 15:00        | Kim D. 29e (csc) · (Okeke ) Oshoala 75e | (1 - 0) |                    | Spectateurs : 11 252 Arbitrage : Anastasia Pustovoitova Arbitre vidéo : Carlos del Cerro Grande | Spectateurs : 11 252 Arbitrage : Anastasia Pustovoitova Arbitre vidéo : Carlos del Cerro Grande |
| 15:00        | Chikwelu 61e                            | Rapport | 49e Ji · 71e Hwang | Spectateurs : 11 252 Arbitrage : Anastasia Pustovoitova Arbitre vidéo : Carlos del Cerro Grande | Spectateurs : 11 252 Arbitrage : Anastasia Pustovoitova Arbitre vidéo : Carlos del Cerro Grande |

| 12 juin 2019 | France                                     | 2 - 1   | Norvège          | Stade de Nice, Nice                                                             |                                                                                 |
| 21:00        | (Majri ) Gauvin 46e · Le Sommer 72e (pen.) | (0 - 0) | 54e (csc) Renard | Spectateurs : 34 872 Arbitrage : Bibiana Steinhaus Arbitre vidéo : Felix Zwayer | Spectateurs : 34 872 Arbitrage : Bibiana Steinhaus Arbitre vidéo : Felix Zwayer |
| 21:00        | Le Sommer 56e                              | Rapport | 71e Engen        | Spectateurs : 34 872 Arbitrage : Bibiana Steinhaus Arbitre vidéo : Felix Zwayer | Spectateurs : 34 872 Arbitrage : Bibiana Steinhaus Arbitre vidéo : Felix Zwayer |

3e journée
| 17 juin 2019 | Nigeria                                        | 0 - 1   | France            | Roazhon Park, Rennes                                                           |                                                                                |
| 21:00        |                                                | (0 - 0) | 79e (pen.) Renard | Spectateurs : 28 267 Arbitrage : Melissa Borjas Arbitre vidéo : Danny Makkelie | Spectateurs : 28 267 Arbitrage : Melissa Borjas Arbitre vidéo : Danny Makkelie |
| 21:00        | Ebere 28e, 75e · Nnadozie 77e · Chikwelu 90+9e | Rapport | 45+1e Gauvin      | Spectateurs : 28 267 Arbitrage : Melissa Borjas Arbitre vidéo : Danny Makkelie | Spectateurs : 28 267 Arbitrage : Melissa Borjas Arbitre vidéo : Danny Makkelie |

| 17 juin 2019 | Corée du Sud        | 1 - 2   | Norvège                                        | Stade Auguste-Delaune, Reims                                                       |                                                                                    |
| 21:00        | (Geum-min ) Yeo 77e | (0 - 1) | 4e (pen.) Graham Hansen · 50e (pen.) Herlovsen | Spectateurs : 13 034 Arbitrage : Marie-Soleil Beaudoin Arbitre vidéo : Chris Beath | Spectateurs : 13 034 Arbitrage : Marie-Soleil Beaudoin Arbitre vidéo : Chris Beath |
| 21:00        | Cho 4e · Yeo 85e    | Rapport |                                                | Spectateurs : 13 034 Arbitrage : Marie-Soleil Beaudoin Arbitre vidéo : Chris Beath | Spectateurs : 13 034 Arbitrage : Marie-Soleil Beaudoin Arbitre vidéo : Chris Beath |

#### Groupe B

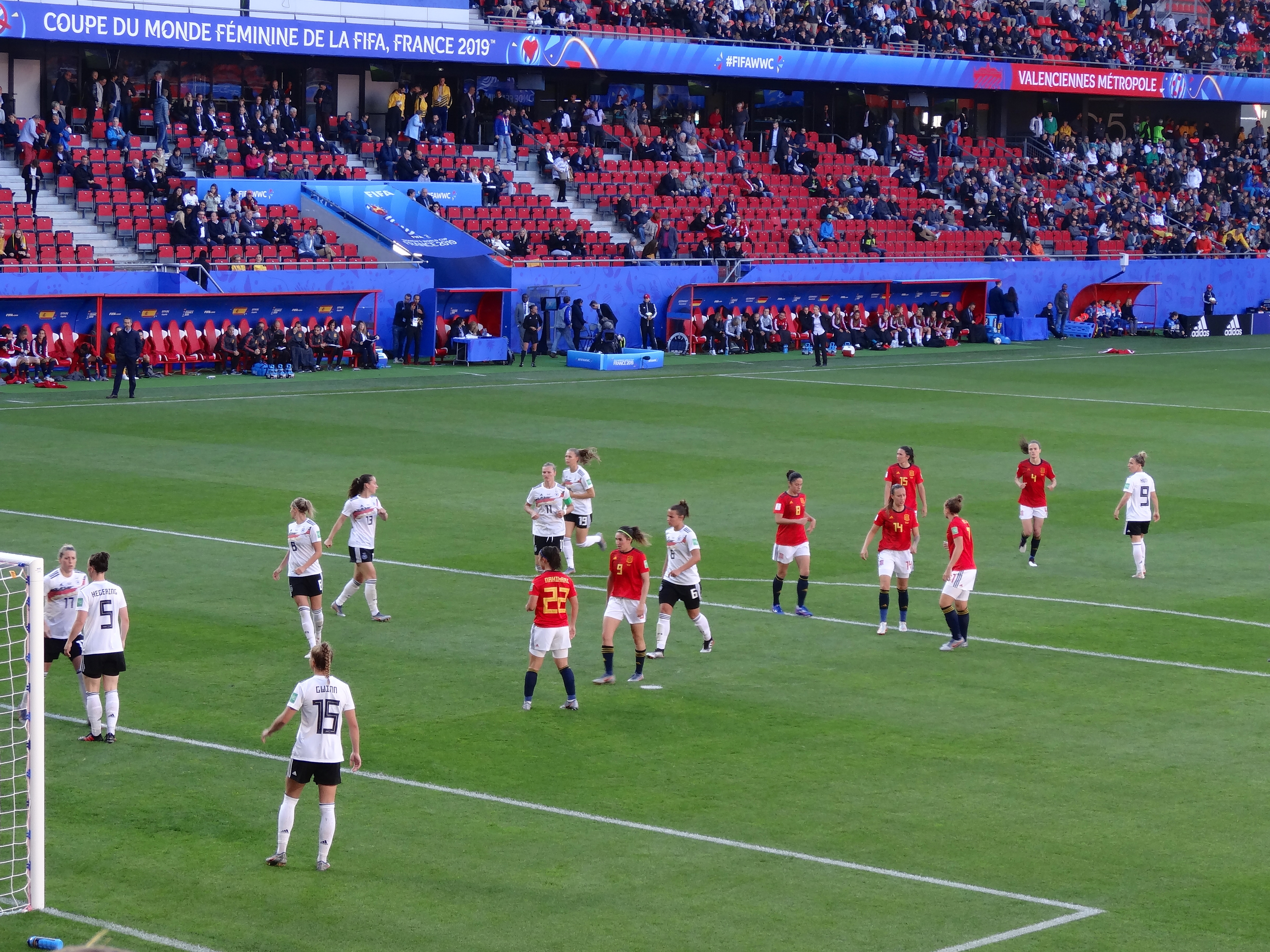
Match entre l'Allemagne et l'Espagne

Au début de la compétition, l’Allemagne fait office de grande favorite du groupe B. L’outsider du groupe est l’Espagne, nation où le foot féminin est en constante progression durant les dernières années. Le pays a disputé sa première Coupe du Monde en 2015 mais avait été éliminé dès la phase de poules. Les Espagnoles espèrent passer un cap lors l'édition 2019.
Lors du premier match, l’Allemagne s’impose difficilement face à la Chine 1-0 et perd sa meilleure joueuse Dzsenifer Marozsán sur blessure. De son côté, l’Espagne s’impose également en toute fin de match face à l’Afrique du Sud 3-1 après avoir été mené 1-0. Les deux nations s’affrontent lors du deuxième match. Malgré une domination dans la possession, les Espagnoles s’inclinent finalement 1-0 face aux Allemandes.
Lors du dernier match, les Allemandes assurent leur première place en disposant facilement des Sud-Africaines 4-0, tandis que l’Espagne assure sa deuxième place et sa qualification en huitième de finale en faisant match nul contre la Chine 0-0. Avec quatre points, la Chine termine troisième et se qualifie également pour les huitièmes de finale. L’Afrique du Sud est quatrième et éliminée.
| Rang | Équipe         | Pts | J | G | N | P | Bp | Bc | Diff |
| ---- | -------------- | --- | - | - | - | - | -- | -- | ---- |
| 1    | Allemagne      | 9   | 3 | 3 | 0 | 0 | 6  | 0  | +6   |
| 2    | Espagne        | 4   | 3 | 1 | 1 | 1 | 3  | 2  | +1   |
| 3    | Chine          | 4   | 3 | 1 | 1 | 1 | 1  | 1  | 0    |
| 4    | Afrique du Sud | 0   | 3 | 0 | 0 | 3 | 1  | 8  | -7   |

1re journée
| 8 juin 2019 | Allemagne    | 1 - 0   | Chine                                                 | Roazhon Park, Rennes                                                                       |                                                                                            |
| 15:00       | Gwinn 66e    | (0 - 0) |                                                       | Spectateurs : 15 283 Arbitrage : Marie-Soleil Beaudoin Arbitre vidéo : Massimiliano Irrati | Spectateurs : 15 283 Arbitrage : Marie-Soleil Beaudoin Arbitre vidéo : Massimiliano Irrati |
| 15:00       | Oberdorf 82e | Rapport | 12e Wang Sha. · 44e Yang · 50e Liu S. · 71e Wang Shu. | Spectateurs : 15 283 Arbitrage : Marie-Soleil Beaudoin Arbitre vidéo : Massimiliano Irrati | Spectateurs : 15 283 Arbitrage : Marie-Soleil Beaudoin Arbitre vidéo : Massimiliano Irrati |

| 8 juin 2019 | Espagne                                                            | 3 - 1   | Afrique du Sud                               | Stade Océane, Le Havre                                                         |                                                                                |
| 18:00       | Hermoso 70e (pen.) · Hermoso 83e (pen.) · (Torrecilla ) García 89e | (0 - 1) | 25e Kgatlana ( Motlhalo)                     | Spectateurs : 12 044 Arbitrage : María Carvajal Arbitre vidéo : Mauro Vigliano | Spectateurs : 12 044 Arbitrage : María Carvajal Arbitre vidéo : Mauro Vigliano |
| 18:00       | Corredera 90+4e                                                    | Rapport | 60e, 81e Vilakazi · 69e van Wyk · 77e Biyana | Spectateurs : 12 044 Arbitrage : María Carvajal Arbitre vidéo : Mauro Vigliano | Spectateurs : 12 044 Arbitrage : María Carvajal Arbitre vidéo : Mauro Vigliano |

2e journée
| 12 juin 2019 | Allemagne    | 1 - 0   | Espagne | Stade du Hainaut, Valenciennes                                                  |                                                                                 |
| 18:00        | Däbritz 42e  | (1 - 0) |         | Spectateurs : 20 761 Arbitrage : Kateryna Monzul Arbitre vidéo : Danny Makkelie | Spectateurs : 20 761 Arbitrage : Kateryna Monzul Arbitre vidéo : Danny Makkelie |
| 18:00        | Schweers 63e | Rapport |         | Spectateurs : 20 761 Arbitrage : Kateryna Monzul Arbitre vidéo : Danny Makkelie | Spectateurs : 20 761 Arbitrage : Kateryna Monzul Arbitre vidéo : Danny Makkelie |

| 13 juin 2019 | Afrique du Sud | 0 - 1   | Chine              | Parc des Princes, Paris                                                      |                                                                              |
| 21:00        |                | (0 - 1) | 40e Li Y. ( Zhang) | Spectateurs : 20 011 Arbitrage : Katalin Kulcsár Arbitre vidéo : Chris Beath | Spectateurs : 20 011 Arbitrage : Katalin Kulcsár Arbitre vidéo : Chris Beath |
| 21:00        | Matlou 83e     | Rapport |                    | Spectateurs : 20 011 Arbitrage : Katalin Kulcsár Arbitre vidéo : Chris Beath | Spectateurs : 20 011 Arbitrage : Katalin Kulcsár Arbitre vidéo : Chris Beath |

3e journée
| 17 juin 2019 | Afrique du Sud                             | 0 - 4   | Allemagne                                                              | Stade de la Mosson, Montpellier                                             |                                                                             |
| 18:00        |                                            | (0 - 3) | 14e Leupolz ( Schweers) · 29e Däbritz · 40e Popp ( Gwinn) · 58e Magull | Spectateurs : 15 502 Arbitrage : Sandra Braz Arbitre vidéo : Clément Turpin | Spectateurs : 15 502 Arbitrage : Sandra Braz Arbitre vidéo : Clément Turpin |
| 18:00        | Ramalepe 53e · Vilakazi 58e · Mulaudzi 66e | Rapport | 54e Magull                                                             | Spectateurs : 15 502 Arbitrage : Sandra Braz Arbitre vidéo : Clément Turpin | Spectateurs : 15 502 Arbitrage : Sandra Braz Arbitre vidéo : Clément Turpin |

| 17 juin 2019 | Chine   | 0 - 0   | Espagne | Stade Océane, Le Havre                                                              |                                                                                     |
| 18:00        |         | (0 - 0) |         | Spectateurs : 11 814 Arbitrage : Edina Alves Batista Arbitre vidéo : Mauro Vigliano | Spectateurs : 11 814 Arbitrage : Edina Alves Batista Arbitre vidéo : Mauro Vigliano |
| 18:00        | Wen 63e | Rapport |         | Spectateurs : 11 814 Arbitrage : Edina Alves Batista Arbitre vidéo : Mauro Vigliano | Spectateurs : 11 814 Arbitrage : Edina Alves Batista Arbitre vidéo : Mauro Vigliano |

#### Groupe C
Au sein du Groupe C, le Brésil fait office de favori. Néanmoins des doutes subsistent concernant sa capacité à aller loin dans la compétition. Finalistes de la Coupe du monde féminine en 2007, les Brésiliennes sont ensuite rentrées dans le rang et ont été éliminées dès les huitièmes de finale en 2015. La sélection compte néanmoins sur le talent individuel de ses joueuses (Marta, Cristiane, Formiga) pour atteindre le dernier carré.
De son côté, l’Australie espère enfin passer le stade des quarts de finale d’une Coupe du Monde, après 3 éliminations consécutives en 2007, 2011 et 2015. Bien que fragile défensivement, les Matildas comptent sur leur duo d’attaque constitué de Caitlin Foord et Sam Kerr (meilleure buteuse de l’histoire de la ligue de football féminin aux États-Unis) afin de franchir ce cap.

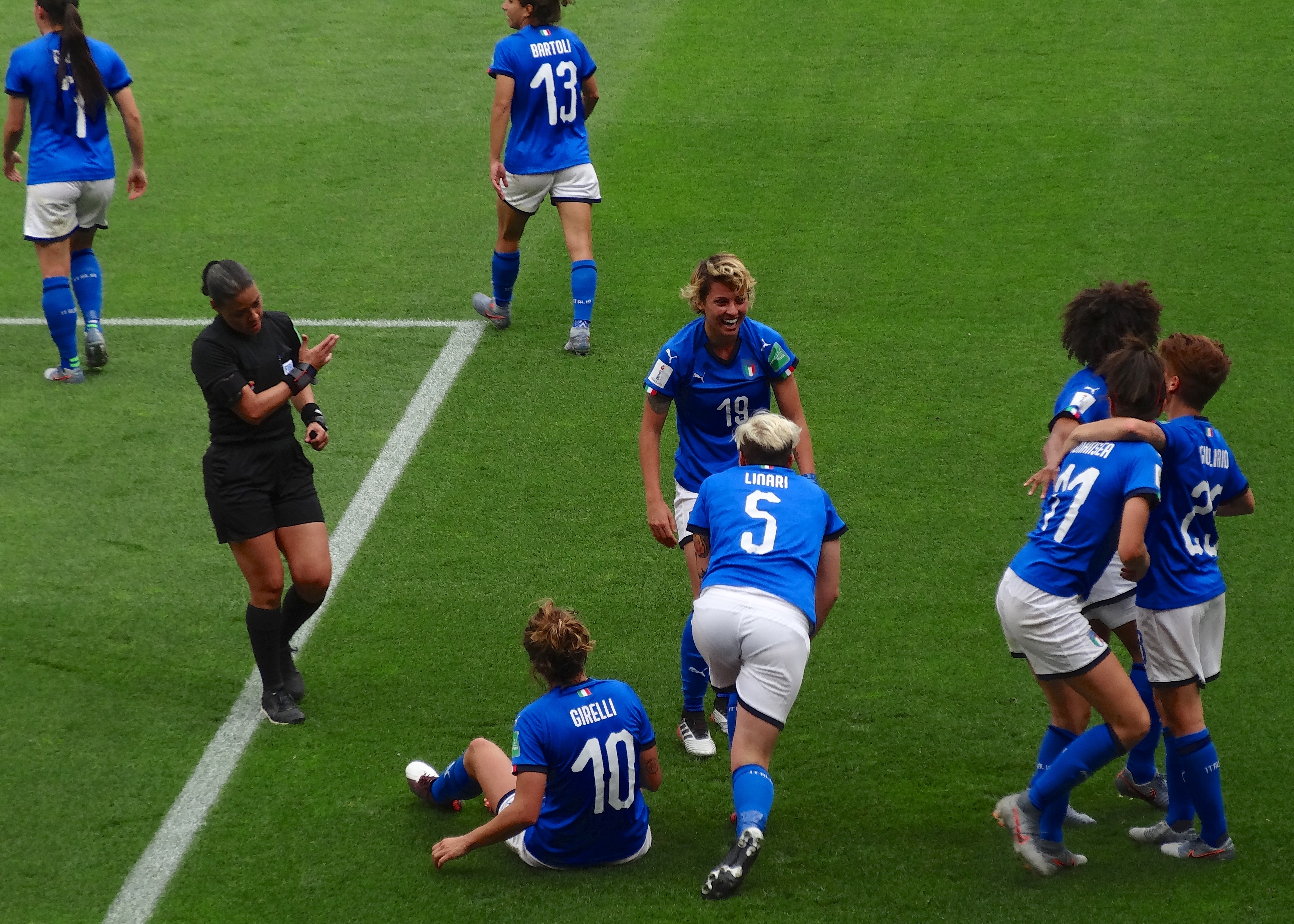
La joie des Italiennes après leur victoire inaugurale en phase de groupe

Quinzième du classement mondial FIFA, l'Italie, elle, retrouve la Coupe du Monde, vingt ans après sa dernière participation. Enfin, la Jamaïque, participe pour la première fois de son histoire à la Coupe du Monde.
Le déroulement du groupe C est marqué par plusieurs surprises. Lors du premier match, l’Italie réalise un petit exploit en battant l’Australie 2-1 grâce à un but en toute fin de match. De son côté, le Brésil dispose facilement de la Jamaïque grâce un triplé de son attaquante Cristiane mais perd ensuite lors de son deuxième match face à l’Australie 3-2 après avoir pourtant mené 2-0. Pendant ce temps, l’Italie assure sa qualification en huitième finale en battant la Jamaïque 5-0 grâce à un triplé de Cristiana Girelli et un doublé d'Aurora Galli.
Lors de la dernière journée, le Brésil bat l’Italie, déjà qualifiée, 1-0 grâce un penalty de son attaquante Marta. De son côté, l’Australie assure sa qualification en battant la Jamaïque 4-1 grâce un quadruplé de Sam Kerr. Au terme d’une phrase de groupe disputée, l’Italie, l’Australie et le Brésil terminent à égalité avec 6 points chacune. Grâce à une meilleure différence de buts, l’Italie et l’Australie terminent respectivement premier et deuxième. Le Brésil termine parmi les meilleurs troisièmes et se qualifie également en huitième de finale. Par ailleurs, en marquant le penalty face à l'Italie le 18 juin à Valenciennes, la capitaine brésilienne Marta atteint le total de dix-sept buts marqués en Coupe du monde, et établit un nouveau record tous sexes confondus, dépassant le joueur allemand Miroslav Klose (16 buts).
| Rang | Équipe    | Pts | J | G | N | P | Bp | Bc | Diff |
| ---- | --------- | --- | - | - | - | - | -- | -- | ---- |
| 1    | Italie    | 6   | 3 | 2 | 0 | 1 | 7  | 2  | +5   |
| 2    | Australie | 6   | 3 | 2 | 0 | 1 | 8  | 5  | +3   |
| 3    | Brésil    | 6   | 3 | 2 | 0 | 1 | 6  | 3  | +3   |
| 4    | Jamaïque  | 0   | 3 | 0 | 0 | 3 | 1  | 12 | -11  |

1re journée
| 9 juin 2019 | Australie    | 1 - 2   | Italie                                   | Stade du Hainaut, Valenciennes                                                          |                                                                                         |
| 13:00       | Kerr 22e     | (1 - 0) | 56e Bonansea · 90+5e Bonansea ( Cernoia) | Spectateurs : 15 380 Arbitrage : Melissa Borjas Arbitre vidéo : Carlos del Cerro Grande | Spectateurs : 15 380 Arbitrage : Melissa Borjas Arbitre vidéo : Carlos del Cerro Grande |
| 13:00       | De Vanna 76e | Rapport | 21e Gama · 63e Girelli · 69e Cernoia     | Spectateurs : 15 380 Arbitrage : Melissa Borjas Arbitre vidéo : Carlos del Cerro Grande | Spectateurs : 15 380 Arbitrage : Melissa Borjas Arbitre vidéo : Carlos del Cerro Grande |

| 9 juin 2019 | Brésil                                                          | 3 - 0   | Jamaïque    | Stade des Alpes, Grenoble                                                     |                                                                               |
| 15:30       | (Alves ) Cristiane 15e · (Alves ) Cristiane 50e · Cristiane 64e | (1 - 0) |             | Spectateurs : 17 668 Arbitrage : Riem Hussein Arbitre vidéo : Bastian Dankert | Spectateurs : 17 668 Arbitrage : Riem Hussein Arbitre vidéo : Bastian Dankert |
| 15:30       | Formiga 58e · Daiane 82e                                        | Rapport | 17e Plummer | Spectateurs : 17 668 Arbitrage : Riem Hussein Arbitre vidéo : Bastian Dankert | Spectateurs : 17 668 Arbitrage : Riem Hussein Arbitre vidéo : Bastian Dankert |

2e journée
| 13 juin 2019 | Australie                                                            | 3 - 2   | Brésil                                      | Stade de la Mosson, Montpellier                                                 |                                                                                 |
| 18:00        | ( Logarzo) Foord 45+1e · ( Carpenter) Logarzo 58e · Mônica 66e (csc) | (1 - 2) | 27e (pen.) Marta · 38e Cristiane ( Debinha) | Spectateurs : 17 032 Arbitrage : Esther Staubli Arbitre vidéo : Bastian Dankert | Spectateurs : 17 032 Arbitrage : Esther Staubli Arbitre vidéo : Bastian Dankert |
| 18:00        |                                                                      | Rapport | 85e Andressa · 87e Luana                    | Spectateurs : 17 032 Arbitrage : Esther Staubli Arbitre vidéo : Bastian Dankert | Spectateurs : 17 032 Arbitrage : Esther Staubli Arbitre vidéo : Bastian Dankert |

| 14 juin 2019 | Jamaïque                 | 0 - 5   | Italie | Stade Auguste-Delaune, Reims                                                        |                                                                                     |
| 18:00        |                          | (0 - 2) | 12e (pen.) Girelli · 25e Girelli ( Giugliano) · 46e Girelli ( Giugliano) · 71e Galli ( Boattin) · 81e Galli ( Giugliano) | Spectateurs : 12 016 Arbitrage : Anna-Marie Keighley Arbitre vidéo : Danny Makkelie | Spectateurs : 12 016 Arbitrage : Anna-Marie Keighley Arbitre vidéo : Danny Makkelie |
| 18:00        | Schneider 12e · Shaw 59e | Rapport | | Spectateurs : 12 016 Arbitrage : Anna-Marie Keighley Arbitre vidéo : Danny Makkelie | Spectateurs : 12 016 Arbitrage : Anna-Marie Keighley Arbitre vidéo : Danny Makkelie |

3e journée
| 18 juin 2019 | Jamaïque           | 1 - 4   | Australie                                              | Stade des Alpes, Grenoble                                                           |                                                                                     |
| 21:00        | ( Shaw) Solaun 49e | (0 - 2) | 11e Kerr ( Gielnik) · 42e Kerr ( Gorry) · 69e 83e Kerr | Spectateurs : 17 402 Arbitrage : Katalin Kulcsar Arbitre vidéo : José Maria Sanchez | Spectateurs : 17 402 Arbitrage : Katalin Kulcsar Arbitre vidéo : José Maria Sanchez |
| 21:00        | Plummer 71e        | Rapport | 76e van Egmond                                         | Spectateurs : 17 402 Arbitrage : Katalin Kulcsar Arbitre vidéo : José Maria Sanchez | Spectateurs : 17 402 Arbitrage : Katalin Kulcsar Arbitre vidéo : José Maria Sanchez |

| 18 juin 2019 | Italie      | 0 - 1   | Brésil                               | Stade du Hainaut, Valenciennes                                                          |                                                                                         |
| 21:00        |             | (0 - 0) | 74e (pen.) Marta                     | Spectateurs : 21 669 Arbitrage : Lucila Venegas Arbitre vidéo : Carlos del Cerro Grande | Spectateurs : 21 669 Arbitrage : Lucila Venegas Arbitre vidéo : Carlos del Cerro Grande |
| 21:00        | Bartoli 15e | Rapport | 13e Letícia Santos · 90+4e Kathellen | Spectateurs : 21 669 Arbitrage : Lucila Venegas Arbitre vidéo : Carlos del Cerro Grande | Spectateurs : 21 669 Arbitrage : Lucila Venegas Arbitre vidéo : Carlos del Cerro Grande |

#### Groupe D
L'Angleterre et le Japon, favorites de ce groupe D, ont connu des difficultés à tenir leur rang tout en assurant l'essentiel. Tandis que les Three Lionesses sont difficilement venues à bout de l'Écosse (2-1), le Japon est contraint au match nul par une équipe argentine irréprochable en défense (0-0). La seconde journée voit le Japon s'imposer difficilement contre l'Écosse (2-1), tandis que l'Angleterre ne l'a emporté un peu plus tard dans la soirée que d'une courte tête face à des Argentines héroïques défensivement (1-0, but de Jodie Taylor à la 61e minute de jeu), la gardienne Correa ayant notamment repoussé un penalty de l'attaquante anglaise Nikita Parris peu avant la demi-heure de jeu. Les Anglaises assurent néanmoins leur qualification avec deux victoires en autant de rencontres disputées, de même que le Japon, assuré d'être au moins parmi les quatre meilleurs troisièmes.
Lors de l'ultime journée, le Japon, qui avait besoin d'une victoire pour terminer en tête du groupe tandis que l'Angleterre pouvait se contenter mathématiquement d'un match nul, est battu par son adversaire d'un soir (0-2) ; en raison d'une excellente première mi-temps des Three Lionesses, ces dernières ont aussi su profiter de leur supériorité sur le plan physique ainsi que de la maladresse des Nadeshiko dans le dernier geste pour s'adjuger la première place du groupe et réaliser un sans-faute, le Japon terminant à la seconde place du groupe. Dans l'autre match, l'Écosse, déjà défaite à deux reprises, pensait avoir réalisé le plus dur en menant 3-0 à la 69e minute, mais les Argentines réaliseront une remontada en inscrivant 3 buts dans les 16 dernières minutes de la partie, dont un penalty à retirer dans les arrêts de jeu du match à la suite d'une consultation de la VAR pour une position avancée de la gardienne écossaise qui n'avait pas au moins un pied sur sa ligne. Dernière du groupe avec un point et plus mauvaise défense du groupe avec 7 buts encaissés, l'Écosse est éliminée. L'Argentine, qui avait besoin d'inscrire un quatrième but pour se qualifier et même chiper la seconde place aux Japonaises grâce à un meilleur goal-average, est finalement troisième avec 2 points et ne parvient pas à finir parmi les quatre meilleurs troisièmes, les rencontres Cameroun/Nouvelle-Zélande du groupe E et Thaïlande/Chili du groupe F disputées le lendemain ne s'étant pas conclues sur des scores de parité.
| Rang | Équipe     | Pts | J | G | N | P | Bp | Bc | Diff |
| ---- | ---------- | --- | - | - | - | - | -- | -- | ---- |
| 1    | Angleterre | 9   | 3 | 3 | 0 | 0 | 5  | 1  | +4   |
| 2    | Japon      | 4   | 3 | 1 | 1 | 1 | 2  | 3  | -1   |
| 3    | Argentine  | 2   | 3 | 0 | 2 | 1 | 3  | 4  | -1   |
| 4    | Écosse     | 1   | 3 | 0 | 1 | 2 | 5  | 7  | -2   |

1re journée
| 9 juin 2019 | Angleterre                             | 2 - 1   | Écosse                     | Stade de Nice, Nice                                                         |                                                                             |
| 18:00       | Parris 14e (pen.) · (Kirby ) White 40e | (2 - 0) | 79e Emslie ( Evans)        | Spectateurs : 13 188 Arbitrage : Jana Adámková Arbitre vidéo : Felix Zwayer | Spectateurs : 13 188 Arbitrage : Jana Adámková Arbitre vidéo : Felix Zwayer |
| 18:00       |                                        | Rapport | 43e Beattie · 47e Docherty | Spectateurs : 13 188 Arbitrage : Jana Adámková Arbitre vidéo : Felix Zwayer | Spectateurs : 13 188 Arbitrage : Jana Adámková Arbitre vidéo : Felix Zwayer |

| 10 juin 2019 | Argentine | 0 - 0   | Japon                                     | Parc des Princes, Paris                                                            |                                                                                    |
| 18:00        |           | (0 - 0) |                                           | Spectateurs : 25 055 Arbitrage : Stéphanie Frappart Arbitre vidéo : Clément Turpin | Spectateurs : 25 055 Arbitrage : Stéphanie Frappart Arbitre vidéo : Clément Turpin |
| 18:00        |           | Rapport | 38e Shimizu · 45+1e Sugita · 85e Iwabuchi | Spectateurs : 25 055 Arbitrage : Stéphanie Frappart Arbitre vidéo : Clément Turpin | Spectateurs : 25 055 Arbitrage : Stéphanie Frappart Arbitre vidéo : Clément Turpin |

2e journée
| 14 juin 2019 | Japon                               | 2 - 1   | Écosse       | Roazhon Park, Rennes                                                                     |                                                                                          |
| 15:00        | (Endo ) Iwabuchi 23e · Sugasawa 37e | (2 - 0) | 88e Clelland | Spectateurs : 13 201 Arbitrage : Lidya Tafesse Abebe Arbitre vidéo : Massimiliano Irrati | Spectateurs : 13 201 Arbitrage : Lidya Tafesse Abebe Arbitre vidéo : Massimiliano Irrati |
| 15:00        | Sameshima 3e                        | Rapport | 36e Corsie   | Spectateurs : 13 201 Arbitrage : Lidya Tafesse Abebe Arbitre vidéo : Massimiliano Irrati | Spectateurs : 13 201 Arbitrage : Lidya Tafesse Abebe Arbitre vidéo : Massimiliano Irrati |

| 14 juin 2019 | Angleterre         | 1 - 0   | Argentine                 | Stade Océane, Le Havre                                                  |                                                                         |
| 21:00        | (Mead ) Taylor 62e | (0 - 0) |                           | Spectateurs : 20 294 Arbitrage : Qin Liang Arbitre vidéo : Felix Zwayer | Spectateurs : 20 294 Arbitrage : Qin Liang Arbitre vidéo : Felix Zwayer |
| 21:00        | Moore 45+2e        | Rapport | 39e Cometti · 69e Barroso | Spectateurs : 20 294 Arbitrage : Qin Liang Arbitre vidéo : Felix Zwayer | Spectateurs : 20 294 Arbitrage : Qin Liang Arbitre vidéo : Felix Zwayer |

3e journée
| 19 juin 2019 | Japon   | 0 - 2   | Angleterre                                 | Stade de Nice, Nice                                                                        |                                                                                            |
| 21:00        |         | (0 - 1) | 14e White (Stanway ) · 84e White (Carney ) | Spectateurs : 14 319 Arbitrage : Claudia Umpierrez Arbitre vidéo : Carlos del Cerro Grande | Spectateurs : 14 319 Arbitrage : Claudia Umpierrez Arbitre vidéo : Carlos del Cerro Grande |
| 21:00        | Rapport |         |                                            | Spectateurs : 14 319 Arbitrage : Claudia Umpierrez Arbitre vidéo : Carlos del Cerro Grande | Spectateurs : 14 319 Arbitrage : Claudia Umpierrez Arbitre vidéo : Carlos del Cerro Grande |

| 19 juin 2019 | Écosse                                                      | 3 - 3   | Argentine                                                                | Parc des Princes, Paris                                                      |                                                                              |
| 21:00        | ( Cuthbert) Little 19e · ( Weir) Beattie 49e · Cuthbert 69e | (1 - 0) | 74e Menéndez ( Ippolito) · 79e (csc) Alexander · 90+4e (pen.) Bonsegundo | Spectateurs : 28 205 Arbitrage : Ri Hyang-ok Arbitre vidéo : Bastian Dankert | Spectateurs : 28 205 Arbitrage : Ri Hyang-ok Arbitre vidéo : Bastian Dankert |
| 21:00        | Cuthbert 85e · Weir 86e · Alexander 90+3e                   | Rapport | 75e Larroquette                                                          | Spectateurs : 28 205 Arbitrage : Ri Hyang-ok Arbitre vidéo : Bastian Dankert | Spectateurs : 28 205 Arbitrage : Ri Hyang-ok Arbitre vidéo : Bastian Dankert |

#### Groupe E
L'entrée en matière des deux favorites du groupe E, le Canada ainsi que les Pays-Bas, est relativement délicate. Les hôtes du Mondial 2015 et médaillées de bronze aux Jeux olympiques 2012 et 2016 ne l'emportent que sur la plus petite des marges face au Cameroun (1-0, but de Kadeisha Buchanan juste avant la mi-temps). Les championnes d'Europe 2017 s'imposent sur le même score le lendemain face à la Nouvelle-Zélande dans les arrêts de jeu du match.
Canadiennes et Néerlandaises se montrent toutefois plus convaincantes lors de la deuxième journée. Les Pays-Bas écartent le Cameroun 3-1, tandis que le Canada dispose de la Nouvelle-Zélande sur le score de 2-0. Avec 6 points au compteur, tandis que Néo-Zélandaises et Camerounaises n'ont pas encore inscrit le moindre point, la qualification pour les huitièmes de finale est assurée.
Lors de l'ultime journée des phases de groupe, les Pays-Bas, qui n'avaient besoin que d'un point pour terminer en tête grâce à un plus grand nombre de buts marqués, frappent un grand coup en battant le Canada (2-1). Dans l'autre rencontre, le Cameroun réussit un petit exploit en battant les Néo-Zélandaises (2-1), notamment grâce à un doublé décisif d'Ajara Nchout (dont un but à la fin du temps additionnel de la partie, compensant l'égalisation contre son camp d'Aurelle Awona un quart d'heure plus tôt. Grâce à cette victoire surprise décrochée in extremis, le Cameroun termine parmi les quatre meilleurs troisièmes et retrouve les huitièmes de finale pour sa deuxième participation à une phase finale d'un Mondial féminin comme 4 ans plus tôt.
| Rang | Équipe           | Pts | J | G | N | P | Bp | Bc | Diff |
| ---- | ---------------- | --- | - | - | - | - | -- | -- | ---- |
| 1    | Pays-Bas         | 9   | 3 | 3 | 0 | 0 | 6  | 2  | +4   |
| 2    | Canada           | 6   | 3 | 2 | 0 | 1 | 4  | 2  | +2   |
| 3    | Cameroun         | 3   | 3 | 1 | 0 | 2 | 3  | 5  | -2   |
| 4    | Nouvelle-Zélande | 0   | 3 | 0 | 0 | 3 | 1  | 5  | -4   |

1re journée
| 10 juin 2019 | Canada                 | 1 - 0   | Cameroun                            | Stade de la Mosson, Montpellier                                                  |                                                                                  |
| 21:00        | (Beckie ) Buchanan 45e | (1 - 0) |                                     | Spectateurs : 10 710 Arbitrage : Ri Hyang-ok Arbitre vidéo : Massimiliano Irrati | Spectateurs : 10 710 Arbitrage : Ri Hyang-ok Arbitre vidéo : Massimiliano Irrati |
| 21:00        |                        | Rapport | 37e Ngo Ndoumbouk · 74e Enganamouit | Spectateurs : 10 710 Arbitrage : Ri Hyang-ok Arbitre vidéo : Massimiliano Irrati | Spectateurs : 10 710 Arbitrage : Ri Hyang-ok Arbitre vidéo : Massimiliano Irrati |

| 11 juin 2019 | Nouvelle-Zélande | 0 - 1   | Pays-Bas    | Stade Océane, Le Havre                                                                       |                                                                                              |
| 15:00        |                  | (0 - 0) | 90+2e Roord | Spectateurs : 10 654 Arbitrage : Edina Alves Batista Arbitre vidéo : Carlos del Cerro Grande | Spectateurs : 10 654 Arbitrage : Edina Alves Batista Arbitre vidéo : Carlos del Cerro Grande |
| 15:00        | Rapport          |         |             | Spectateurs : 10 654 Arbitrage : Edina Alves Batista Arbitre vidéo : Carlos del Cerro Grande | Spectateurs : 10 654 Arbitrage : Edina Alves Batista Arbitre vidéo : Carlos del Cerro Grande |

2e journée
| 15 juin 2019 | Pays-Bas                                                                   | 3 - 1   | Cameroun                                  | Stade du Hainaut, Valenciennes                                              |                                                                             |
| 15:00        | (van de Sanden ) Miedema 41e · Bloodworth 48e · (Beerensteyn ) Miedema 85e | (1 - 1) | 43e Onguéné (Feudjio )                    | Spectateurs : 22 423 Arbitrage : Casey Reibelt Arbitre vidéo : Paolo Valeri | Spectateurs : 22 423 Arbitrage : Casey Reibelt Arbitre vidéo : Paolo Valeri |
| 15:00        |                                                                            | Rapport | 14e Manie · 37e Ngo Mbeleck · 68e Feudjio | Spectateurs : 22 423 Arbitrage : Casey Reibelt Arbitre vidéo : Paolo Valeri | Spectateurs : 22 423 Arbitrage : Casey Reibelt Arbitre vidéo : Paolo Valeri |

| 15 juin 2019 | Canada                             | 2 - 0   | Nouvelle-Zélande | Stade des Alpes, Grenoble                                                             |                                                                                       |
| 21:00        | ( Prince) Fleming 48e · Prince 79e | (0 - 0) |                  | Spectateurs : 14 856 Arbitrage : Yoshimi Yamashita Arbitre vidéo : José Maria Sanchez | Spectateurs : 14 856 Arbitrage : Yoshimi Yamashita Arbitre vidéo : José Maria Sanchez |
| 21:00        | Rapport                            |         |                  | Spectateurs : 14 856 Arbitrage : Yoshimi Yamashita Arbitre vidéo : José Maria Sanchez | Spectateurs : 14 856 Arbitrage : Yoshimi Yamashita Arbitre vidéo : José Maria Sanchez |

3e journée
| 20 juin 2019 | Pays-Bas                                               | 2 - 1   | Canada                   | Stade Auguste-Delaune, Reims                                                     |                                                                                  |
| 18:00        | ( Spitse) Dekker 54e · ( van Lunteren) Beerensteyn 75e | (0 - 0) | 60e Sinclair ( Lawrence) | Spectateurs : 19 277 Arbitrage : Stéphanie Frappart Arbitre vidéo : Felix Zwayer | Spectateurs : 19 277 Arbitrage : Stéphanie Frappart Arbitre vidéo : Felix Zwayer |
| 18:00        | Dekker 23e · Roord 90e                                 | Rapport | 38e Buchanan · 80e Quinn | Spectateurs : 19 277 Arbitrage : Stéphanie Frappart Arbitre vidéo : Felix Zwayer | Spectateurs : 19 277 Arbitrage : Stéphanie Frappart Arbitre vidéo : Felix Zwayer |

| 20 juin 2019 | Cameroun                           | 2 - 1   | Nouvelle-Zélande | Stade de la Mosson, Montpellier                                                     |                                                                                     |
| 18:00        | ( Leuko) Nchout 57e · Nchout 90+5e | (0 - 0) | 80e (csc) Awona  | Spectateurs : 8 009 Arbitrage : Kateryna Monzul Arbitre vidéo : Massimiliano Irrati | Spectateurs : 8 009 Arbitrage : Kateryna Monzul Arbitre vidéo : Massimiliano Irrati |
| 18:00        | Takounda 69e                       | Rapport | 68e Green        | Spectateurs : 8 009 Arbitrage : Kateryna Monzul Arbitre vidéo : Massimiliano Irrati | Spectateurs : 8 009 Arbitrage : Kateryna Monzul Arbitre vidéo : Massimiliano Irrati |

#### Groupe F
Le déroulement du groupe F est marqué par un carton : lors de leur premier match, les États-Unis, championnes du monde en titre et grandes favorites de la compétition, écrasent la Thaïlande 13-0, grâce notamment à un quintuplé d'Alex Morgan. Peu de temps avant, les Suédoises étaient venus à bout des Chiliennes 2-0 grâce à deux buts inscrits en toute fin de deuxième période, après que le match ait été interrompu à cause d'un violent orage.
Lors de leur deuxième match, les États-Unis et la Suède poursuivent leur sans-faute en battant respectivement le Chili 3-0 et la Thaïlande 5-1, ce qui leur permet de se qualifier pour les huitièmes de finale. Les deux formations s'affrontent ensuite dans un match ayant pour seul enjeu la première place du groupe. Les États-Unis s'imposent 2-0, grâce un premier but de Horan après seulement 2 min 40 s de jeu (le but le plus rapide de la compétition) puis un autre en seconde période par Heath, accordé après utilisation de la VAR. Au terme d'un premier tour maîtrisé, les Américaines terminent premières de leur groupe devant les Suédoises.
Le dernier match du groupe voit le Chili battre la Thaïlande 2-0, un score insuffisant pour le Chili qui devait s'imposer 3-0 afin de faire partie des quatre meilleures troisième qualifiés pour les huitièmes de finale. Les Chiliennes ont notamment raté un penalty à la 86e minute de jeu, le tir de Francisca Alejandra Lara s'étant écrasé sur la barre transversale. Outre l'élimination des Sud-Américaines, cela a également eu comme conséquence un huitième de finale plus âpre pour l'équipe de France, qui a hérité du Brésil mais qui aurait pu retrouver le Cameroun en cas de qualification chilienne (le Brésil aurait alors affronté l'Allemagne).
| Rang | Équipe     | Pts | J | G | N | P | Bp | Bc | Diff |
| ---- | ---------- | --- | - | - | - | - | -- | -- | ---- |
| 1    | États-Unis | 9   | 3 | 3 | 0 | 0 | 18 | 0  | +18  |
| 2    | Suède      | 6   | 3 | 2 | 0 | 1 | 7  | 3  | +4   |
| 3    | Chili      | 3   | 3 | 1 | 0 | 2 | 2  | 5  | -3   |
| 4    | Thaïlande  | 0   | 3 | 0 | 0 | 3 | 1  | 20 | -19  |

1re journée
| 11 juin 2019 | Chili                    | 0 - 2   | Suède                                  | Roazhon Park, Rennes                                                        |                                                                             |
| 18:00        |                          | (0 - 0) | 83e Asllani · 90+4e Janogy ( Anvegård) | Spectateurs : 15 875 Arbitrage : Lucila Venegas Arbitre vidéo : Chris Beath | Spectateurs : 15 875 Arbitrage : Lucila Venegas Arbitre vidéo : Chris Beath |
| 18:00        | Guerrero 78e · López 90e | Rapport | 67e Eriksson                           | Spectateurs : 15 875 Arbitrage : Lucila Venegas Arbitre vidéo : Chris Beath | Spectateurs : 15 875 Arbitrage : Lucila Venegas Arbitre vidéo : Chris Beath |

| 11 juin 2019 | États-Unis | 13 - 0  | Thaïlande  | Stade Auguste-Delaune, Reims                                                    |                                                                                 |
| 21:00        | (O'Hara ) Morgan 12e · (Morgan ) Lavelle 20e · (Mewis ) Horan 32e · (Rapinoe ) Mewis 50e · (Horan ) Morgan 53e · Mewis 54e · (Mewis ) Lavelle 56e · (Press ) Morgan 74e · (Lloyd ) Rapinoe 79e · (Rapinoe ) Morgan 81e · (Morgan ) Pugh 85e · (Dunn ) Morgan 87e · (Morgan ) Lloyd 90+2e | (3 - 0) |            | Spectateurs : 18 591 Arbitrage : Laura Fortunato Arbitre vidéo : Mauro Vigliano | Spectateurs : 18 591 Arbitrage : Laura Fortunato Arbitre vidéo : Mauro Vigliano |
| 21:00        | | Rapport | 72e Dangda | Spectateurs : 18 591 Arbitrage : Laura Fortunato Arbitre vidéo : Mauro Vigliano | Spectateurs : 18 591 Arbitrage : Laura Fortunato Arbitre vidéo : Mauro Vigliano |

2e journée
| 16 juin 2019 | Suède                                                                                                | 5 - 1   | Thaïlande                   | Stade de Nice, Nice                                                            |                                                                                |
| 15:00        | ( Rubensson) Sembrant 6e · Asllani 19e · Rolfö 42e · ( Eriksson) Hurtig 81e · Rubensson 90+6e (pen.) | (3 - 0) | 90+1e Sugngoen ( Dangda)    | Spectateurs : 9 354 Arbitrage : Salima Mukansanga Arbitre vidéo : Felix Zwayer | Spectateurs : 9 354 Arbitrage : Salima Mukansanga Arbitre vidéo : Felix Zwayer |
| 15:00        | | Rapport | 45e Dangda · 90+5e Chinwong | Spectateurs : 9 354 Arbitrage : Salima Mukansanga Arbitre vidéo : Felix Zwayer | Spectateurs : 9 354 Arbitrage : Salima Mukansanga Arbitre vidéo : Felix Zwayer |

| 16 juin 2019 | États-Unis                                               | 3 - 0   | Chili                                | Parc des Princes, Paris                                                      |                                                                              |
| 18:00        | Lloyd 11e · ( Davidson) Ertz 26e · ( Davidson) Lloyd 35e | (3 - 0) |                                      | Spectateurs : 45 594 Arbitrage : Riem Hussein Arbitre vidéo : Clément Turpin | Spectateurs : 45 594 Arbitrage : Riem Hussein Arbitre vidéo : Clément Turpin |
| 18:00        | Horan 23e · Long 88e                                     | Rapport | 76e Lara · 80e Huenteo · 90+4e Galaz | Spectateurs : 45 594 Arbitrage : Riem Hussein Arbitre vidéo : Clément Turpin | Spectateurs : 45 594 Arbitrage : Riem Hussein Arbitre vidéo : Clément Turpin |

3e journée
| 20 juin 2019 | Suède         | 0 - 2   | États-Unis                                | Stade Océane, Le Havre                                                                 |                                                                                        |
| 21:00        |               | (0 - 1) | 3e Horan ( Rapinoe) · 50e (csc) Andersson | Spectateurs : 22 418 Arbitrage : Anastasia Pustovoitova Arbitre vidéo : Danny Makkelie | Spectateurs : 22 418 Arbitrage : Anastasia Pustovoitova Arbitre vidéo : Danny Makkelie |
| 21:00        | Jakobsson 87e | Rapport | 59e O'Hara                                | Spectateurs : 22 418 Arbitrage : Anastasia Pustovoitova Arbitre vidéo : Danny Makkelie | Spectateurs : 22 418 Arbitrage : Anastasia Pustovoitova Arbitre vidéo : Danny Makkelie |

| 20 juin 2019 | Thaïlande                  | 0 - 2   | Chili                                     | Roazhon Park, Rennes                                                              |                                                                                   |
| 21:00        |                            | (0 - 0) | 48e (csc) Boonsing · 80e Urrutia ( López) | Spectateurs : 13 567 Arbitrage : Anna-Marie Keighley Arbitre vidéo : Paolo Valeri | Spectateurs : 13 567 Arbitrage : Anna-Marie Keighley Arbitre vidéo : Paolo Valeri |
| 21:00        | Sornsai 59e · Boonsing 85e | Rapport |                                           | Spectateurs : 13 567 Arbitrage : Anna-Marie Keighley Arbitre vidéo : Paolo Valeri | Spectateurs : 13 567 Arbitrage : Anna-Marie Keighley Arbitre vidéo : Paolo Valeri |

#### Meilleures troisièmes
Classement
Les quatre meilleures équipes classées troisièmes de leur poule sont repêchées pour accéder au tour suivant et compléter ainsi le tableau des huitièmes de finale. Pour les désigner, un classement est effectué en comparant les résultats de chacune des six équipes, en fonction du nombre de points, puis différence de buts, puis nombre de buts marqués.
En cas d'égalité de points, différence de buts et nombre de buts marqués, le critère disciplinaire est utilisé pour départager les équipes suivant le barème négatif : 1 point pour un avertissement non suivi d'une expulsion, 3 points pour le second avertissement dans un même match entraînant une expulsion, 4 points pour une expulsion directe, 5 points pour un avertissement suivi plus tard d'une expulsion directe). Si ce dernier critère reste insuffisant, alors un tirage au sort est effectué.
| Rang | Équipe            | Pts | J | G | N | P | Bp | Bc | Diff |
| ---- | ----------------- | --- | - | - | - | - | -- | -- | ---- |
| 1    | Brésil (gr. C)    | 6   | 3 | 2 | 0 | 1 | 6  | 3  | +3   |
| 2    | Chine (gr. B)     | 4   | 3 | 1 | 1 | 1 | 1  | 1  | 0    |
| 3    | Cameroun (gr. E)  | 3   | 3 | 1 | 0 | 2 | 3  | 5  | -2   |
| 4    | Nigeria (gr. A)   | 3   | 3 | 1 | 0 | 2 | 2  | 4  | -2   |
| 5    | Chili (gr. F)     | 3   | 3 | 1 | 0 | 2 | 2  | 5  | -3   |
| 6    | Argentine (gr. D) | 2   | 3 | 0 | 2 | 1 | 3  | 4  | -1   |

- Équipes qualifiées

Puisque quatre des six groupes placent une troisième équipe dans le tableau final, les différentes combinaisons formées par les groupes de provenance des équipes qualifiées servent à les répartir contre les premiers des groupes A à D (voir tableau final ci-dessus), comme suit :
| Groupes d'origine des meilleurs 3e | Groupes d'origine des meilleurs 3e | Groupes d'origine des meilleurs 3e | Groupes d'origine des meilleurs 3e | Groupes d'origine des meilleurs 3e | Groupes d'origine des meilleurs 3e | Adversaires de | Adversaires de | Adversaires de | Adversaires de  |
| Groupes d'origine des meilleurs 3e | Groupes d'origine des meilleurs 3e | Groupes d'origine des meilleurs 3e | Groupes d'origine des meilleurs 3e | Groupes d'origine des meilleurs 3e | Groupes d'origine des meilleurs 3e | [1A] France    | [1B] Allemagne | [1C] Italie    | [1D] Angleterre |
| ---------------------------------- | ---------------------------------- | ---------------------------------- | ---------------------------------- | ---------------------------------- | ---------------------------------- | -------------- | -------------- | -------------- | --------------- |
| A                                  | B                                  | C                                  | D                                  |                                    |                                    | [3C] Brésil    | [3D] Argentine | [3A] Nigeria   | [3B] Chine      |
| A                                  | B                                  | C                                  |                                    | E                                  |                                    | [3C] Brésil    | [3A] Nigeria   | [3B] Chine     | [3E] Cameroun   |
| A                                  | B                                  | C                                  |                                    |                                    | F                                  | [3C] Brésil    | [3A] Nigeria   | [3B] Chine     | [3F] Chili      |
| A                                  | B                                  |                                    | D                                  | E                                  |                                    | [3D] Argentine | [3A] Nigeria   | [3B] Chine     | [3E] Cameroun   |
| A                                  | B                                  |                                    | D                                  |                                    | F                                  | [3D] Argentine | [3A] Nigeria   | [3B] Chine     | [3F] Chili      |
| A                                  | B                                  |                                    |                                    | E                                  | F                                  | [3E] Cameroun  | [3A] Nigeria   | [3B] Chine     | [3F] Chili      |
| A                                  |                                    | C                                  | D                                  | E                                  |                                    | [3C] Brésil    | [3D] Argentine | [3A] Nigeria   | [3E] Cameroun   |
| A                                  |                                    | C                                  | D                                  |                                    | F                                  | [3C] Brésil    | [3D] Argentine | [3A] Nigeria   | [3F] Chili      |
| A                                  |                                    | C                                  |                                    | E                                  | F                                  | [3C] Brésil    | [3A] Nigeria   | [3F] Chili     | [3E] Cameroun   |
| A                                  |                                    |                                    | D                                  | E                                  | F                                  | [3D] Argentine | [3A] Nigeria   | [3F] Chili     | [3E] Cameroun   |
|                                    | B                                  | C                                  | D                                  | E                                  |                                    | [3C] Brésil    | [3D] Argentine | [3B] Chine     | [3E] Cameroun   |
|                                    | B                                  | C                                  | D                                  |                                    | F                                  | [3C] Brésil    | [3D] Argentine | [3B] Chine     | [3F] Chili      |
|                                    | B                                  | C                                  |                                    | E                                  | F                                  | [3E] Cameroun  | [3C] Brésil    | [3B] Chine     | [3F] Chili      |
|                                    | B                                  |                                    | D                                  | E                                  | F                                  | [3E] Cameroun  | [3D] Argentine | [3B] Chine     | [3F] Chili      |
|                                    |                                    | C                                  | D                                  | E                                  | F                                  | [3C] Brésil    | [3D] Argentine | [3F] Chili     | [3E] Cameroun   |

- Combinaison réalisée

### Tableau final
|  | Huitièmes de finale                 | Huitièmes de finale              |            |                            | Quarts de finale             | Quarts de finale             |   |  | Demi-finales               | Demi-finales               |  |  | Finale                     | Finale                     |
|  | Huitièmes de finale                 | Huitièmes de finale              |            |                            | Quarts de finale             | Quarts de finale             |   |  | Demi-finales               | Demi-finales               |  |  | Finale                     | Finale                     |
|  |                                     |                                  |            |                            |                              |                              |   |  |                            |                            |  |  |                            |                            |
|  | 22 juin 2019, 21 h, Nice            | 22 juin 2019, 21 h, Nice         |            |                            | 27 juin 2019, 21 h, Le Havre | 27 juin 2019, 21 h, Le Havre |   |  | 2 juillet 2019, 21 h, Lyon | 2 juillet 2019, 21 h, Lyon |  |  | 7 juillet 2019, 17 h, Lyon | 7 juillet 2019, 17 h, Lyon |
|  | 22 juin 2019, 21 h, Nice            | 22 juin 2019, 21 h, Nice         |            |                            | 27 juin 2019, 21 h, Le Havre | 27 juin 2019, 21 h, Le Havre |   |  | 2 juillet 2019, 21 h, Lyon | 2 juillet 2019, 21 h, Lyon |  |  | 7 juillet 2019, 17 h, Lyon | 7 juillet 2019, 17 h, Lyon |
|  | Norvège                             | 1ap (4)                          |            |                            | 27 juin 2019, 21 h, Le Havre | 27 juin 2019, 21 h, Le Havre |   |  | 2 juillet 2019, 21 h, Lyon | 2 juillet 2019, 21 h, Lyon |  |  | 7 juillet 2019, 17 h, Lyon | 7 juillet 2019, 17 h, Lyon |
|  | Norvège                             | 1ap (4)                          |            |                            | 27 juin 2019, 21 h, Le Havre | 27 juin 2019, 21 h, Le Havre |   |  | 2 juillet 2019, 21 h, Lyon | 2 juillet 2019, 21 h, Lyon |  |  | 7 juillet 2019, 17 h, Lyon | 7 juillet 2019, 17 h, Lyon |
|  | Australie                           | 1 tab(1)                         |            |                            | 27 juin 2019, 21 h, Le Havre | 27 juin 2019, 21 h, Le Havre |   |  | 2 juillet 2019, 21 h, Lyon | 2 juillet 2019, 21 h, Lyon |  |  | 7 juillet 2019, 17 h, Lyon | 7 juillet 2019, 17 h, Lyon |
|  | Australie                           | 1 tab(1)                         | Norvège    | 0                          |                              |                              |   |  | 2 juillet 2019, 21 h, Lyon | 2 juillet 2019, 21 h, Lyon |  |  | 7 juillet 2019, 17 h, Lyon | 7 juillet 2019, 17 h, Lyon |
|  | 23 juin 2019, 17 h 30, Valenciennes |                                  | Norvège    | 0                          |                              |                              |   |  | 2 juillet 2019, 21 h, Lyon | 2 juillet 2019, 21 h, Lyon |  |  | 7 juillet 2019, 17 h, Lyon | 7 juillet 2019, 17 h, Lyon |
|  |                                     | Angleterre                       | 3          |                            |                              |                              |   |  | 2 juillet 2019, 21 h, Lyon | 2 juillet 2019, 21 h, Lyon |  |  | 7 juillet 2019, 17 h, Lyon | 7 juillet 2019, 17 h, Lyon |
|  | Angleterre                          | Angleterre                       | 3          | 3                          |                              |                              |   |  | 2 juillet 2019, 21 h, Lyon | 2 juillet 2019, 21 h, Lyon |  |  | 7 juillet 2019, 17 h, Lyon | 7 juillet 2019, 17 h, Lyon |
|  | Angleterre                          | 28 juin 2019, 21 h, Paris        |            | 3                          |                              |                              |   |  | 2 juillet 2019, 21 h, Lyon | 2 juillet 2019, 21 h, Lyon |  |  | 7 juillet 2019, 17 h, Lyon | 7 juillet 2019, 17 h, Lyon |
|  | Cameroun                            | 0                                |            |                            |                              |                              |   |  | 2 juillet 2019, 21 h, Lyon | 2 juillet 2019, 21 h, Lyon |  |  | 7 juillet 2019, 17 h, Lyon | 7 juillet 2019, 17 h, Lyon |
|  | Cameroun                            | 0                                | Angleterre | 1                          |                              |                              |   |  |                            |                            |  |  | 7 juillet 2019, 17 h, Lyon | 7 juillet 2019, 17 h, Lyon |
|  | 23 juin 2019, 21 h, Le Havre        |                                  | Angleterre | 1                          |                              |                              |   |  |                            |                            |  |  | 7 juillet 2019, 17 h, Lyon | 7 juillet 2019, 17 h, Lyon |
|  |                                     | États-Unis                       | 2          |                            |                              |                              |   |  |                            |                            |  |  | 7 juillet 2019, 17 h, Lyon | 7 juillet 2019, 17 h, Lyon |
|  | France                              | États-Unis                       | 2          | 2 ap                       |                              |                              |   |  |                            |                            |  |  | 7 juillet 2019, 17 h, Lyon | 7 juillet 2019, 17 h, Lyon |
|  | France                              | 3 juillet 2019, 21 h, Lyon       |            | 2 ap                       |                              |                              |   |  |                            |                            |  |  | 7 juillet 2019, 17 h, Lyon | 7 juillet 2019, 17 h, Lyon |
|  | Brésil                              | 1                                |            |                            |                              |                              |   |  |                            |                            |  |  | 7 juillet 2019, 17 h, Lyon | 7 juillet 2019, 17 h, Lyon |
|  | Brésil                              | 1                                | France     | 1                          |                              |                              |   |  |                            |                            |  |  | 7 juillet 2019, 17 h, Lyon | 7 juillet 2019, 17 h, Lyon |
|  | 24 juin 2019, 18 h, Reims           |                                  | France     | 1                          |                              |                              |   |  |                            |                            |  |  | 7 juillet 2019, 17 h, Lyon | 7 juillet 2019, 17 h, Lyon |
|  |                                     | États-Unis                       | 2          |                            |                              |                              |   |  |                            |                            |  |  | 7 juillet 2019, 17 h, Lyon | 7 juillet 2019, 17 h, Lyon |
|  | Espagne                             | États-Unis                       | 2          | 1                          |                              |                              |   |  |                            |                            |  |  | 7 juillet 2019, 17 h, Lyon | 7 juillet 2019, 17 h, Lyon |
|  | Espagne                             | 29 juin 2019, 15 h, Valenciennes |            | 1                          |                              |                              |   |  |                            |                            |  |  | 7 juillet 2019, 17 h, Lyon | 7 juillet 2019, 17 h, Lyon |
|  | États-Unis                          | 2                                |            |                            |                              |                              |   |  |                            |                            |  |  | 7 juillet 2019, 17 h, Lyon | 7 juillet 2019, 17 h, Lyon |
|  | États-Unis                          | 2                                | États-Unis | 2                          |                              |                              |   |  |                            |                            |  |  |                            |                            |
|  | 25 juin 2019, 18 h, Montpellier     |                                  | États-Unis | 2                          |                              |                              |   |  |                            |                            |  |  |                            |                            |
|  |                                     | Pays-Bas                         | 0          |                            |                              |                              |   |  |                            |                            |  |  |                            |                            |
|  | Italie                              | Pays-Bas                         | 0          | 2                          |                              |                              |   |  |                            |                            |  |  |                            |                            |
|  | Italie                              |                                  |            | 2                          |                              |                              |   |  |                            |                            |  |  |                            |                            |
|  | Chine                               | 0                                |            |                            |                              |                              |   |  |                            |                            |  |  |                            |                            |
|  | Chine                               | 0                                | Italie     | 0                          |                              |                              |   |  |                            |                            |  |  |                            |                            |
|  | 25 juin 2019, 21 h, Rennes          |                                  | Italie     | 0                          |                              |                              |   |  |                            |                            |  |  |                            |                            |
|  |                                     | Pays-Bas                         | 2          |                            |                              |                              |   |  |                            |                            |  |  |                            |                            |
|  | Pays-Bas                            | Pays-Bas                         | 2          | 2                          |                              |                              |   |  |                            |                            |  |  |                            |                            |
|  | Pays-Bas                            | 29 juin 2019, 18 h 30, Rennes    |            | 2                          |                              |                              |   |  |                            |                            |  |  |                            |                            |
|  | Japon                               | 1                                |            |                            |                              |                              |   |  |                            |                            |  |  |                            |                            |
|  | Japon                               | 1                                | Pays-Bas   | 1 ap                       |                              |                              |   |  |                            |                            |  |  |                            |                            |
|  | 22 juin 2019, 17 h 30, Grenoble     |                                  | Pays-Bas   | 1 ap                       |                              |                              |   |  |                            |                            |  |  |                            |                            |
|  |                                     | Suède                            | 0          |                            |                              |                              |   |  |                            |                            |  |  |                            |                            |
|  | Allemagne                           | Suède                            | 0          | 3                          |                              |                              |   |  |                            |                            |  |  |                            |                            |
|  | Allemagne                           |                                  |            | 3                          |                              |                              |   |  |                            |                            |  |  |                            |                            |
|  | Nigeria                             | 0                                |            | Match pour la 3e place     | Match pour la 3e place       |                              |   |  |                            |                            |  |  |                            |                            |
|  | Nigeria                             | 0                                | Allemagne  | Match pour la 3e place     | Match pour la 3e place       | 1                            |   |  |                            |                            |  |  |                            |                            |
|  | 24 juin 2019, 21 h, Paris           | 24 juin 2019, 21 h, Paris        | Allemagne  | 6 juillet 2019, 17 h, Nice | 6 juillet 2019, 17 h, Nice   | 1                            |   |  |                            |                            |  |  |                            |                            |
|  | 24 juin 2019, 21 h, Paris           | 24 juin 2019, 21 h, Paris        |            | 6 juillet 2019, 17 h, Nice | 6 juillet 2019, 17 h, Nice   | Suède                        | 2 |  |                            |                            |  |  |                            |                            |
|  | Suède                               | 1                                | Angleterre | 1                          |                              | Suède                        | 2 |  |                            |                            |  |  |                            |                            |
|  | Suède                               | 1                                | Angleterre | 1                          |                              |                              |   |  |                            |                            |  |  |                            |                            |
|  | Canada                              | 0                                |            | Suède                      | 2                            |                              |   |  |                            |                            |  |  |                            |                            |
|  | Canada                              | 0                                |            | Suède                      | 2                            |                              |   |  |                            |                            |  |  |                            |                            |

#### Huitièmes de finale
| 22 juin 2019 | Allemagne                                              | 3 - 0   | Nigeria                                     | Stade des Alpes, Grenoble                                                                  |                                                                                            |
| 17:30        | ( Magull) Popp 20e · Däbritz 27e (pen.) · Schüller 82e | (2 - 0) |                                             | Spectateurs : 17 988 Arbitrage : Yoshimi Yamashita Arbitre vidéo : Carlos del Cerro Grande | Spectateurs : 17 988 Arbitrage : Yoshimi Yamashita Arbitre vidéo : Carlos del Cerro Grande |
| 17:30        | Popp 32e · Huth 57e                                    | Rapport | 26e Nwabuoku · 61e Oparanozie · 82e Ajibade | Spectateurs : 17 988 Arbitrage : Yoshimi Yamashita Arbitre vidéo : Carlos del Cerro Grande | Spectateurs : 17 988 Arbitrage : Yoshimi Yamashita Arbitre vidéo : Carlos del Cerro Grande |

Lors du premier huitième de finale, l'Allemagne dispose facilement du Nigéria à Grenoble sur le score de 3-0. Bien que fébriles en début de rencontre, les doubles championnes du monde se montrent efficaces en inscrivant deux buts en première période, par l'intermédiaire d'Alexandra Popp sur corner et de Sara Däbritz sur penalty.
En seconde période, les Nigériannes tentent de revenir mais sans succès. Sur un ballon perdu, les Allemandes inscrivent même un troisième but en fin de match par Lea Schüller.
| 22 juin 2019 | Norvège                                 | 1 - 1 a. p.           | Australie               | Stade de Nice, Nice                                                        |                                                                            |
| 21:00        | ( Sævik) Herlovsen 31e                  | (1 - 0, 1 - 1, 1 - 1) | 83e Kellond-Knight      | Spectateurs : 12 229 Arbitrage : Riem Hussein Arbitre vidéo : Felix Zwayer | Spectateurs : 12 229 Arbitrage : Riem Hussein Arbitre vidéo : Felix Zwayer |
| 21:00        | Minde 53e · Utland 96e · Risa 105+2e    | Rapport               | 104e Kennedy ·          | Spectateurs : 12 229 Arbitrage : Riem Hussein Arbitre vidéo : Felix Zwayer | Spectateurs : 12 229 Arbitrage : Riem Hussein Arbitre vidéo : Felix Zwayer |
| 21:00        | Graham Hansen · Reiten · Mjelde · Engen | Tirs au but 4 - 1     | Kerr · Gielnik · Catley | Spectateurs : 12 229 Arbitrage : Riem Hussein Arbitre vidéo : Felix Zwayer | Spectateurs : 12 229 Arbitrage : Riem Hussein Arbitre vidéo : Felix Zwayer |

Le deuxième huitième de finale entre la Norvège et l'Australie est longtemps indécis. Bousculées par les Australiennes dans les 20 premières minutes, les Norvégiennes se reprennent ensuite et ouvrent le score par l'intermédiaire d'Isabell Herlovsen. En seconde période, les Norvégiennes ne parviennent pas à inscrire un second but pour se mettre à l'abri et sont finalement rejointes en toute fin de match par les Australiennes sur un corner direct d'Elise Kellond-Knight. En prolongations, les deux équipes ne parviennent pas à marquer et doivent se départager aux tirs au but. La Norvège l'emporte finalement, 4 tirs au but à 1, après les ratés des Australiennes Kerr et Gielnik.
| 23 juin 2019 | Angleterre                                                               | 3 - 0   | Cameroun                   | Stade du Hainaut, Valenciennes                                             |                                                                            |
| 17:30        | ( Duggan) Houghton 14e · ( Bronze) White 45+4e · ( Duggan) Greenwood 58e | (2 - 0) |                            | Spectateurs : 20 148 Arbitrage : Qin Liang Arbitre vidéo : Bastian Dankert | Spectateurs : 20 148 Arbitrage : Qin Liang Arbitre vidéo : Bastian Dankert |
| 17:30        |                                                                          | Rapport | 4e Leuko · 90+10e Takounda | Spectateurs : 20 148 Arbitrage : Qin Liang Arbitre vidéo : Bastian Dankert | Spectateurs : 20 148 Arbitrage : Qin Liang Arbitre vidéo : Bastian Dankert |

Le troisième huitième de finale voit les Anglaises battre logiquement les Camerounaises sur le score de 3-0. Dominatrices dans la possession, les Anglaises ouvrent le score sur un coup franc indirect de Stephanie Houghton puis doublent la mise par Ellen White sur un centre de la lyonnaise Lucy Bronze. En seconde période, les Camerounaises croient réduire l'écart par Ajara Nchout, mais le but est finalement annulé pour hors-jeu après utilisation de la vidéo. Alex Greenwood parachève finalement le succès anglais en inscrivant un troisième but après une combinaison sur corner.
| 23 juin 2019 | France                                    | 2 - 1 a. p.           | Brésil                                                     | Stade Océane, Le Havre                                                                     |                                                                                            |
| 21:00        | ( Diani) Gauvin 52e · ( Majri) Henry 107e | (0 - 0, 1 - 1, 1 - 1) | 63e Thaisa                                                 | Spectateurs : 23 965 Arbitrage : Marie-Soleil Beaudoin Arbitre vidéo : Massimiliano Irrati | Spectateurs : 23 965 Arbitrage : Marie-Soleil Beaudoin Arbitre vidéo : Massimiliano Irrati |
| 21:00        | Renard 36e                                | Rapport               | 45+2e Tamires · 70e Formiga · 82e Beatriz · 101e Kathellen | Spectateurs : 23 965 Arbitrage : Marie-Soleil Beaudoin Arbitre vidéo : Massimiliano Irrati | Spectateurs : 23 965 Arbitrage : Marie-Soleil Beaudoin Arbitre vidéo : Massimiliano Irrati |

Le quatrième huitième de finale voit la France battre difficilement le Brésil 2-1 après prolongation. Après une première période pauvre en occasions, les Bleues ouvrent le score en seconde période par l’intermédiaire de Valérie Gauvin après un débordement et un centre de Kadidiatou Diani. Les Brésiliennes égalisent peu de temps après par Thaisa. Les deux équipes ne parviennent pas ensuite à se départager et sont contraintes de jouer les prolongations. Sur un contre, les Brésiliennes ont l’occasion de prendre l’avantage mais la défenseure française Griedge Mbock sauve le ballon sur sa ligne, avant qu’Amandine Henry ne marque le but victorieux sur un coup franc tiré par Amel Majri. À cette occasion les médias français et brésiliens tracent le même parallèle : à treize années d'écart, une victoire française en Coupe du monde face au Brésil grâce à un coup franc excentré et une reprise de Henry. En quart de finale de la Coupe du monde 2006, le coup franc avait été tiré par Zinédine Zidane, et le but de la victoire marqué par Thierry Henry.
| 24 juin 2019 | Espagne              | 1 - 2   | États-Unis                   | Stade Auguste-Delaune, Reims                                                    |                                                                                 |
| 18:00        | ( García) Hermoso 9e | (1 - 1) | 7e (pen.) 75e (pen.) Rapinoe | Spectateurs : 19 633 Arbitrage : Katalin Kulcsar Arbitre vidéo : Danny Makkelie | Spectateurs : 19 633 Arbitrage : Katalin Kulcsar Arbitre vidéo : Danny Makkelie |
| 18:00        | Paredes 85e          | Rapport | 37e Rapinoe                  | Spectateurs : 19 633 Arbitrage : Katalin Kulcsar Arbitre vidéo : Danny Makkelie | Spectateurs : 19 633 Arbitrage : Katalin Kulcsar Arbitre vidéo : Danny Makkelie |

Le cinquième huitième de finale devait déterminer qui des Etats-Unis et de l'Espagne affronterait la France en quart de finale. Les Américaines, tenantes du titre, démarrent fort et obtiennent rapidement un penalty sur un débordement de Tobin Heath. Megan Rapinoe le transforme, mais trois minutes plus tard, les Espagnoles réagissent et égalisent par Jennifer Hermoso, qui profite d'un mauvais dégagement de la gardienne américaine. Malgré une possession largement en faveur des Américaines (58%), le match s'équilibre ensuite. À un quart de l'heure de la fin, les États-Unis obtiennent cependant un deuxième pénalty à la suite d'une faute dans la surface de Virginia Torrecilla sur Rose Lavelle. Megan Rapinoe le transforme et permet aux États-Unis de s'imposer finalement 2-1,.
| 24 juin 2019 | Suède                       | 1 - 0   | Canada       | Parc des Princes, Paris                                                           |                                                                                   |
| 21:00        | ( Asllani) Blackstenius 55e | (0 - 0) |              | Spectateurs : 38 078 Arbitrage : Kate Jacewicz Arbitre vidéo : José Maria Sanchez | Spectateurs : 38 078 Arbitrage : Kate Jacewicz Arbitre vidéo : José Maria Sanchez |
| 21:00        | Rolfö 45e · Asllani 68e     | Rapport | 85e Buchanan | Spectateurs : 38 078 Arbitrage : Kate Jacewicz Arbitre vidéo : José Maria Sanchez | Spectateurs : 38 078 Arbitrage : Kate Jacewicz Arbitre vidéo : José Maria Sanchez |

Le sixième huitième de finale entre la Suède et le Canada est longtemps indécis. Après une première période pauvre en occasions, la rencontre s'anime en seconde période. Sur une ouverture de Kosovare Asllani, Stina Blackstenius ouvre le score pour la Suède en devançant la gardienne canadienne. Les Canadiennes réagissent ensuite et obtiennent un penalty, après utilisation de la vidéo, à la suite d'une main d'Asllani dans sa surface. Janine Beckie le frappe mais le ballon est détourné par la gardienne suédoise Hedvig Lindahl. Le score ne bouge plus par la suite et les Suédoises se qualifient pour les quarts de finale.
| 25 juin 2019 | Italie                             | 2 - 0   | Chine | Stade de la Mosson, Montpellier                                                     |                                                                                     |
| 18:00        | Giacinti 15e · ( Guagni) Galli 49e | (1 - 0) |       | Spectateurs : 17 032 Arbitrage : Edina Alves Batista Arbitre vidéo : Mauro Vigliano | Spectateurs : 17 032 Arbitrage : Edina Alves Batista Arbitre vidéo : Mauro Vigliano |
| 18:00        | Rapport                            |         |       | Spectateurs : 17 032 Arbitrage : Edina Alves Batista Arbitre vidéo : Mauro Vigliano | Spectateurs : 17 032 Arbitrage : Edina Alves Batista Arbitre vidéo : Mauro Vigliano |

Le septième huitième de finale entre l'Italie et la Chine est disputé. Le début de match est dominé par les Italiennes qui ouvrent logiquement le score après un quart d'heure de jeu par Valentina Giacinti. Les Chinoises réagissent et ont l'occasion d'égaliser sur un coup franc tiré par Wang Shuang, mais le ballon heurte le poteau. Mises sous pression par les Chinoises, les Italiennes gardent néanmoins leur avantage au score jusqu'à la mi-temps. En seconde période, les Italiennes reprennent possession du ballon et doublent rapidement la mise par Aurora Galli. Malgré plusieurs tentatives, les Chinoises ne parviennent pas à revenir par la suite. Plus efficaces que leurs adversaires et solides défensivement, les Italiennes se qualifient pour les quarts de finale.
| 25 juin 2019 | Pays-Bas                                     | 2 - 1   | Japon                    | Roazhon Park, Rennes                                                        |                                                                             |
| 21:00        | ( Spitse) Martens 17e · Martens 90+1e (pen.) | (1 - 1) | 43e Hasegawa ( Iwabuchi) | Spectateurs : 21 076 Arbitrage : Melissa Borjas Arbitre vidéo : Chris Beath | Spectateurs : 21 076 Arbitrage : Melissa Borjas Arbitre vidéo : Chris Beath |
| 21:00        |                                              | Rapport | 89e Kumagai              | Spectateurs : 21 076 Arbitrage : Melissa Borjas Arbitre vidéo : Chris Beath | Spectateurs : 21 076 Arbitrage : Melissa Borjas Arbitre vidéo : Chris Beath |

Le dernier huitième de finale voit les Pays-Bas battre difficilement le Japon 2-1 au terme d'un match animé. Après avoir touché le poteau après cinq minutes de jeu, les Néerlandaises ouvrent le score par Lieke Martens qui reprend un corner frappé par Daniëlle van de Donk. Bien que dominées dans le jeu, les Japonaises réagissent aussitôt par l'intermédiaire de Yuika Sugasawa qui trouve le poteau, puis égalisent deux minutes avant la pause par Yui Hasegawa. La seconde période est initialement équilibrée, mais voit petit à petit le Japon prendre l'ascendant sur le plan technique et obtenir plus d'occasions franches que des Bataves en proie au doute depuis l'égalisation nippone. Sur une incursion, Hina Sugita a l'occasion de donner l'avantage au Japon mais sa frappe trouve la barre transversale. À deux minutes de la fin, les Néerlandaises obtiennent finalement un penalty contre le cours du jeu à la suite d'un ballon dévié du bras par la Japonaise Saki Kumagai. Lieke Martens le transforme et permet aux Pays-Bas de se qualifier pour les quarts de finale.

#### Quarts de finale
| 27 juin 2019 | Norvège          | 0 - 3   | Angleterre                                                    | Stade Océane, Le Havre                                                              |                                                                                     |
| 21:00        |                  | (0 - 2) | 3e Scott ( Bronze) · 40e White ( Parris) · 57e Bronze ( Mead) | Spectateurs : 21 111 Arbitrage : Lucila Venegas Arbitre vidéo : Massimiliano Irrati | Spectateurs : 21 111 Arbitrage : Lucila Venegas Arbitre vidéo : Massimiliano Irrati |
| 21:00        | Thorisdottir 88e | Rapport |                                                               | Spectateurs : 21 111 Arbitrage : Lucila Venegas Arbitre vidéo : Massimiliano Irrati | Spectateurs : 21 111 Arbitrage : Lucila Venegas Arbitre vidéo : Massimiliano Irrati |

| 28 juin 2019 | France                     | 1 - 2   | États-Unis                        | Parc des Princes, Paris                                                         |                                                                                 |
| 21:00        | (Thiney ) Renard 81e       | (0 - 1) | 5e Rapinoe · 65e Rapinoe ( Heath) | Spectateurs : 45 595 Arbitrage : Kateryna Monzul Arbitre vidéo : Danny Makkelie | Spectateurs : 45 595 Arbitrage : Kateryna Monzul Arbitre vidéo : Danny Makkelie |
| 21:00        | Mbock 4e · Bussaglia 90+4e | Rapport |                                   | Spectateurs : 45 595 Arbitrage : Kateryna Monzul Arbitre vidéo : Danny Makkelie | Spectateurs : 45 595 Arbitrage : Kateryna Monzul Arbitre vidéo : Danny Makkelie |

| 29 juin 2019 | Italie                                               | 0 - 2   | Pays-Bas                                            | Stade du Hainaut, Valenciennes                                                             |                                                                                            |
| 15:00        |                                                      | (0 - 0) | 70e Miedema ( Spitse) · 80e van der Gragt ( Spitse) | Spectateurs : 22 600 Arbitrage : Claudia Umpiérrez Arbitre vidéo : Carlos del Cerro Grande | Spectateurs : 22 600 Arbitrage : Claudia Umpiérrez Arbitre vidéo : Carlos del Cerro Grande |
| 15:00        | Linari 41e · Guagni 66e · Cernoia 73e · Sabatino 79e | Rapport |                                                     | Spectateurs : 22 600 Arbitrage : Claudia Umpiérrez Arbitre vidéo : Carlos del Cerro Grande | Spectateurs : 22 600 Arbitrage : Claudia Umpiérrez Arbitre vidéo : Carlos del Cerro Grande |

| 29 juin 2019 | Allemagne             | 1 - 2   | Suède                                        | Roazhon Park, Rennes                                                                   |                                                                                        |
| 18:30        | (Däbritz ) Magull 16e | (1 - 1) | 22e Jakobsson ( Sembrant) · 48e Blackstenius | Spectateurs : 25 301 Arbitrage : Stéphanie Frappart Arbitre vidéo : José Maria Sanchez | Spectateurs : 25 301 Arbitrage : Stéphanie Frappart Arbitre vidéo : José Maria Sanchez |
| 18:30        |                       | Rapport | 56e Rolfö                                    | Spectateurs : 25 301 Arbitrage : Stéphanie Frappart Arbitre vidéo : José Maria Sanchez | Spectateurs : 25 301 Arbitrage : Stéphanie Frappart Arbitre vidéo : José Maria Sanchez |

#### Demi-finales
| 2 juillet 2019 | Angleterre                     | 1 - 2   | États-Unis                                | Stade de Lyon, Lyon                                                                          |                                                                                              |
| 21:00          | (Mead ) White 19e              | (1 - 2) | 10e Press ( O'Hara) · 31e Morgan ( Horan) | Spectateurs : 53 512 Arbitrage : Edina Alves Batista Arbitre vidéo : Carlos del Cerro Grande | Spectateurs : 53 512 Arbitrage : Edina Alves Batista Arbitre vidéo : Carlos del Cerro Grande |
| 21:00          | Bright 40e, 86e · Parris 90+5e | Rapport | 46e Horan · 82e Sauerbrunn                | Spectateurs : 53 512 Arbitrage : Edina Alves Batista Arbitre vidéo : Carlos del Cerro Grande | Spectateurs : 53 512 Arbitrage : Edina Alves Batista Arbitre vidéo : Carlos del Cerro Grande |

| 3 juillet 2019 | Pays-Bas                      | 1 - 0 a. p.           | Suède        | Stade de Lyon, Lyon                                                                        |                                                                                            |
| 21:00          | Groenen 99e                   | (0 - 0, 0 - 0, 1 - 0) |              | Spectateurs : 48 452 Arbitrage : Marie-Soleil Beaudoin Arbitre vidéo : Massimiliano Irrati | Spectateurs : 48 452 Arbitrage : Marie-Soleil Beaudoin Arbitre vidéo : Massimiliano Irrati |
| 21:00          | Spitse 85e · van de Donk 116e | Rapport               | Zigiotti 94e | Spectateurs : 48 452 Arbitrage : Marie-Soleil Beaudoin Arbitre vidéo : Massimiliano Irrati | Spectateurs : 48 452 Arbitrage : Marie-Soleil Beaudoin Arbitre vidéo : Massimiliano Irrati |

#### Match pour la troisième place
| 6 juillet 2019 | Angleterre         | 1 - 2   | Suède                                       | Stade de Nice, Nice                                                                  |                                                                                      |
| 17:00          | ( Scott) Kirby 31e | (1 - 2) | 11e Asllani · 22e Jakobsson ( Blackstenius) | Spectateurs : 20 316 Arbitrage : Anastasia Pustovoitova Arbitre vidéo : Felix Zwayer | Spectateurs : 20 316 Arbitrage : Anastasia Pustovoitova Arbitre vidéo : Felix Zwayer |
| 17:00          | Moore 90+4e        | Rapport | 85e Lindahl                                 | Spectateurs : 20 316 Arbitrage : Anastasia Pustovoitova Arbitre vidéo : Felix Zwayer | Spectateurs : 20 316 Arbitrage : Anastasia Pustovoitova Arbitre vidéo : Felix Zwayer |

#### Finale
| Finale                   | États-Unis                                | 2 - 0   | Pays-Bas                       | Stade de Lyon, Lyon                                                                         |                                                                                             |
| 7 juillet 2019 17 h CEST | Rapinoe 61e (pen.) · ( Mewis) Lavelle 69e | (0 - 0) |                                | Spectateurs : 57 900 Arbitrage : Stéphanie Frappart Arbitre vidéo : Carlos del Cerro Grande | Spectateurs : 57 900 Arbitrage : Stéphanie Frappart Arbitre vidéo : Carlos del Cerro Grande |
| 7 juillet 2019 17 h CEST | Dahlkemper 42e                            | Rapport | 10e Spitse · 60e van der Gragt | Spectateurs : 57 900 Arbitrage : Stéphanie Frappart Arbitre vidéo : Carlos del Cerro Grande | Spectateurs : 57 900 Arbitrage : Stéphanie Frappart Arbitre vidéo : Carlos del Cerro Grande |

| États-Unis | Pays-Bas |

| ÉTATS-UNIS :     |    |                  |     |     |
|                  |    |                  |     |     |
| Gardien de but   | 01 | Alyssa Naeher    |     |     |
|                  | 05 | Kelley O'Hara    |     | 46e |
|                  | 07 | Abby Dahlkemper  | 42e |     |
|                  | 04 | Becky Sauerbrunn |     |     |
|                  | 19 | Crystal Dunn     |     |     |
|                  | 03 | Sam Mewis        |     |     |
|                  | 08 | Julie Ertz       |     |     |
|                  | 16 | Rose Lavelle     |     |     |
|                  | 17 | Tobin Heath      |     | 87e |
|                  | 13 | Alex Morgan      |     |     |
|                  | 15 | Megan Rapinoe    |     | 79e |
| Remplaçantes :   |    |                  |     |     |
|                  | 11 | Ali Krieger      |     | 46e |
|                  | 23 | Christen Press   |     | 79e |
|                  | 10 | Carli Lloyd      |     | 87e |
| Sélectionneuse : |    |                  |     |     |
| Jill Ellis       |    |                  |     |     |

| PAYS-BAS :       |    |                        |     |     |
|                  |    |                        |     |     |
| Gardien de but   | 01 | Sari van Veenendaal    |     |     |
|                  | 02 | Desiree van Lunteren   |     |     |
|                  | 06 | Anouk Dekker           |     | 73e |
|                  | 03 | Stefanie van der Gragt | 60e |     |
|                  | 20 | Dominique Bloodworth   |     |     |
|                  | 14 | Jackie Groenen         |     |     |
|                  | 10 | Daniëlle van de Donk   |     |     |
|                  | 08 | Sherida Spitse         | 10e |     |
|                  | 21 | Lineth Beerensteyn     |     |     |
|                  | 09 | Vivianne Miedema       |     |     |
|                  | 11 | Lieke Martens          |     | 70e |
| Remplaçantes :   |    |                        |     |     |
|                  | 19 | Jill Roord             |     | 70e |
|                  | 07 | Shanice van de Sanden  |     | 73e |
| Sélectionneuse : |    |                        |     |     |
| Sarina Wiegman   |    |                        |     |     |

| Assistantes : Manuela Nicolosi Michelle O'Neill Quatrième arbitre : Claudia Umpiérrez Cinquième arbitre : Luciana Mascaraña Arbitre vidéo : Carlos del Cerro Grande Assistants arbitre vidéo : José María Sánchez Martínez Mariana de Almeida Femme du Match : Megan Rapinoe |

### Statistiques

#### Affluences
| Stade                 | Phase de groupes | Phase de groupes  | Phase de groupes    | Huitièmes de finale | Huitièmes de finale | Quarts de finale | Quarts de finale    | Demi-finales     | Demi-finales      | Demi-finales        | Finale et 3e place | Finale et 3e place  |
| Stade                 | Affluence totale | Affluence moyenne | Taux de remplissage | Affluence           | Taux de remplissage | Affluence        | Taux de remplissage | Affluence totale | Affluence moyenne | Taux de remplissage | Affluence          | Taux de remplissage |
| --------------------- | ---------------- | ----------------- | ------------------- | ------------------- | ------------------- | ---------------- | ------------------- | ---------------- | ----------------- | ------------------- | ------------------ | ------------------- |
| Stade de Lyon         | Aucun match      | Aucun match       | Aucun match         | Aucun match         | Aucun match         | Aucun match      | Aucun match         | 101 964          | 50 982            | 88,1 %              | 57 900             | 100 %               |
| Parc des Princes      | 164 126          | 32 825            | 72 %                | 38 078              | 83,5 %              | 45 595           | 99,9 %              | Aucun match      | Aucun match       | Aucun match         | Aucun match        | Aucun match         |
| Stade de Nice         | 71 733           | 17 933            | 51,1 %              | 12 229              | 34,8 %              | Aucun match      | Aucun match         | Aucun match      | Aucun match       | Aucun match         | 20 316             | 57,9 %              |
| Roazhon Park          | 86 193           | 17 239            | 60,3 %              | 21 076              | 73,6 %              | 25 301           | 88,4 %              | Aucun match      | Aucun match       | Aucun match         | Aucun match        | Aucun match         |
| Stade Océane          | 77 224           | 15 445            | 64,4 %              | 23 965              | 99,9 %              | 21 111           | 88 %                | Aucun match      | Aucun match       | Aucun match         | Aucun match        | Aucun match         |
| Stade du Hainaut      | 80 233           | 20 058            | 88,8 %              | 20 148              | 89,2 %              | 22 600           | 100 %               | Aucun match      | Aucun match       | Aucun match         | Aucun match        | Aucun match         |
| Stade Auguste-Delaune | 73 976           | 14 795            | 72,2 %              | 19 633              | 95,8 %              | Aucun match      | Aucun match         | Aucun match      | Aucun match       | Aucun match         | Aucun match        | Aucun match         |
| Stade de la Mosson    | 51 253           | 12 813            | 66,4 %              | 17 032              | 88,2 %              | Aucun match      | Aucun match         | Aucun match      | Aucun match       | Aucun match         | Aucun match        | Aucun match         |
| Stade des Alpes       | 61 178           | 15 295            | 85 %                | 17 988              | 99,9 %              | Aucun match      | Aucun match         | Aucun match      | Aucun match       | Aucun match         | Aucun match        | Aucun match         |

#### Classement de la compétition
Le classement complet des 24 équipes.
| Place              | Nation     | Stade de la compétition |
| ------------------ | ---------- | ----------------------- |
| Médaille d'or      | États-Unis | Vainqueur               |
| Médaille d'argent  | Pays-Bas   | Finale                  |
| Médaille de bronze | Suède      | Demi-finales            |
| 4                  | Angleterre | Demi-finales            |
| 5                  | Allemagne  | Quarts de finale        |
| 6                  | France     | Quarts de finale        |
| 7                  | Italie     | Quarts de finale        |
| 8                  | Norvège    | Quarts de finale        |
| 9                  | Australie  | Huitièmes de finale     |
| 10                 | Canada     | Huitièmes de finale     |
| 11                 | Espagne    | Huitièmes de finale     |
| 12                 | Japon      | Huitièmes de finale     |
| 13                 | Brésil     | Huitièmes de finale     |
| 14                 | Chine      | Huitièmes de finale     |
| 15                 | Cameroun   | Huitièmes de finale     |
| 16                 | Nigeria    | Huitièmes de finale     |

| Place | Nation           | Stade de la compétition |
| ----- | ---------------- | ----------------------- |
| 17    | Chili            | Premier tour            |
| 18    | Argentine        | Premier tour            |
| 19    | Écosse           | Premier tour            |
| 20    | Nouvelle-Zélande | Premier tour            |
| 21    | Corée du Sud     | Premier tour            |
| 22    | Afrique du Sud   | Premier tour            |
| 23    | Jamaïque         | Premier tour            |
| 24    | Thaïlande        | Premier tour            |

#### Résumé par équipe
| Place              | Équipe           | Matches | Victoires | Nuls | Défaites | BP | BC | Diff. | Carton jaune | Carton rouge | Progression        |
| ------------------ | ---------------- | ------- | --------- | ---- | -------- | -- | -- | ----- | ------------ | ------------ | ------------------ |
| Médaille d'or      | États-Unis       | 7       | 7         | 0    | 0        | 26 | 3  | +23   | 7            | 0            | Vainqueur          |
| Médaille d'argent  | Pays-Bas         | 7       | 6         | 0    | 1        | 11 | 5  | +6    | 6            | 0            | Finale             |
| Médaille de bronze | Suède            | 7       | 5         | 0    | 2        | 12 | 6  | +6    | 7            | 0            | Demi-finale        |
| 4                  | Angleterre       | 7       | 5         | 0    | 2        | 13 | 5  | +8    | 5            | 1            | Demi-finale        |
| 5                  | Allemagne        | 5       | 4         | 0    | 1        | 10 | 2  | +8    | 5            | 0            | Quart de finale    |
| 6                  | France           | 5       | 4         | 0    | 1        | 10 | 4  | +6    | 5            | 0            | Quart de finale    |
| 7                  | Italie           | 5       | 3         | 0    | 2        | 9  | 4  | +5    | 8            | 0            | Quart de finale    |
| 8                  | Norvège          | 5       | 2         | 1    | 2        | 7  | 7  | 0     | 5            | 0            | Quart de finale    |
| 9                  | Australie        | 4       | 2         | 1    | 1        | 9  | 6  | +3    | 2            | 1            | Huitième de finale |
| 10                 | Canada           | 4       | 2         | 0    | 2        | 4  | 3  | +1    | 3            | 0            | Huitième de finale |
| 11                 | Espagne          | 4       | 1         | 1    | 2        | 4  | 4  | 0     | 2            | 0            | Huitième de finale |
| 12                 | Japon            | 4       | 1         | 1    | 2        | 3  | 5  | -2    | 5            | 0            | Huitième de finale |
| 13                 | Brésil           | 4       | 2         | 0    | 2        | 7  | 5  | +2    | 10           | 0            | Huitième de finale |
| 14                 | Chine            | 4       | 1         | 1    | 2        | 1  | 3  | -2    | 5            | 0            | Huitième de finale |
| 15                 | Cameroun         | 4       | 1         | 0    | 3        | 3  | 8  | -5    | 8            | 0            | Huitième de finale |
| 16                 | Nigeria          | 4       | 1         | 0    | 3        | 2  | 7  | -5    | 10           | 1            | Huitième de finale |
| 17                 | Chili            | 3       | 1         | 0    | 2        | 2  | 5  | -3    | 5            | 0            | Premier tour       |
| 18                 | Argentine        | 3       | 0         | 2    | 1        | 3  | 4  | -1    | 3            | 0            | Premier tour       |
| 19                 | Écosse           | 3       | 0         | 1    | 2        | 5  | 7  | -2    | 6            | 0            | Premier tour       |
| 20                 | Nouvelle-Zélande | 3       | 0         | 0    | 3        | 1  | 5  | -4    | 1            | 0            | Premier tour       |
| 21                 | Corée du Sud     | 3       | 0         | 0    | 3        | 1  | 8  | -7    | 4            | 0            | Premier tour       |
| 22                 | Afrique du Sud   | 3       | 0         | 0    | 3        | 1  | 8  | -7    | 8            | 1            | Premier tour       |
| 23                 | Jamaïque         | 3       | 0         | 0    | 3        | 1  | 12 | -11   | 4            | 0            | Premier tour       |
| 24                 | Thaïlande        | 3       | 0         | 0    | 3        | 1  | 20 | -19   | 5            | 0            | Premier tour       |

#### Liste des buteuses
| 6 buts - Alex Morgan - Megan Rapinoe (dont 2 penalties) - Ellen White 5 buts - Sam Kerr 4 buts - Cristiane - Wendie Renard (dont 1 penalty) | 3 buts - Sara Däbritz (dont 1 penalty) - Jennifer Hermoso (dont 2 penalties) - Aurora Galli - Cristiana Girelli (dont 1 penalty) - Carli Lloyd - Rose Lavelle - Vivianne Miedema - Kosovare Asllani | 2 buts - Lina Magull - Alexandra Popp - Marta (dont 2 penalties) - Ajara Nchout - Lindsey Horan - Sam Mewis - Valérie Gauvin | - Amandine Henry - Eugénie Le Sommer (dont 1 penalty) - Barbara Bonansea - Isabell Herlovsen (dont 1 penalty) - Lieke Martens (dont 1 penalty) - Stina Blackstenius - Sofia Jakobsson |

| 1 but - Thembi Kgatlana - Giulia Gwinn - Melanie Leupolz - Lea Schüller - Lucy Bronze - Alex Greenwood - Stephanie Houghton - Fran Kirby - Nikita Parris (1 penalty) - Jill Scott - Jodie Taylor - Florencia Bonsegundo (1 penalty) - Milagros Menéndez - Caitlin Foord | - Chloe Logarzo - Elise Kellond-Knight - Thaisa - Gabrielle Onguéné - Kadeisha Buchanan - Jessie Fleming - Nichelle Prince - Christine Sinclair - María José Urrutia - Li Ying - Yeo Min-ji - Jennifer Beattie - Lana Clelland - Erin Cuthbert | - Claire Emslie - Kim Little - Lucía García - Julie Ertz - Christen Press - Mallory Pugh - Valentina Giacinti - Havana Solaun - Yui Hasegawa - Mana Iwabuchi - Yuika Sugasawa - Asisat Oshoala - Caroline Graham Hansen (1 penalty) - Lisa-Marie Karlseng Utland | - Guro Reiten - Lineth Beerensteyn - Dominique Bloodworth - Anouk Dekker - Jackie Groenen - Jill Roord - Stefanie van der Gragt - Lina Hurtig - Madelen Janogy - Fridolina Rolfö - Elin Rubensson (1 penalty) - Linda Sembrant - Kanjana Sungngoen |

| Contre son camp (csc) - Mônica (face à l'Australie) - Marie-Aurelle Awona (face à la Nouvelle-Zélande) - Kim Do-yeon (face au Nigeria) - Lee Alexander (face à l'Argentine) - Wendie Renard (face à la Norvège) - Osinachi Ohale (face à la Norvège) - Jonna Andersson (face aux États-Unis) - Waraporn Boonsing (face au Chili) |

#### Liste des passeuses
| 4 passes décisives - Sherida Spitse | 3 passes décisives - Beth Mead - Sam Mewis - Alex Morgan - Megan Rapinoe - Amel Majri - Manuela Giugliano | 2 passes décisives - Lucy Bronze - Toni Duggan - Andressa Alves - Tierna Davidson - Lindsey Horan - Kelley O'Hara - Gaëtane Thiney |

| 1 passe décisive - Linda Motlhalo - Sara Däbritz - Giulia Gwinn - Lina Magull - Verena Schweers - Karen Carney - Fran Kirby - Nikita Parris - Jill Scott - Georgia Stanway - Dalila Ippolito - Ellie Carpenter - Emily Gielnik - Katrina Gorry - Chloe Logarzo - Debinha - Yvonne Leuko - Janine Beckie - Ashley Lawrence | - Nichelle Prince - Yessenia López - Zhang Rui - Lee Geum-min - Erin Cuthbert - Lisa Evans - Caroline Weir - Lucía García - Virginia Torrecilla - Crystal Dunn - Tobin Heath - Carli Lloyd - Christen Press - Kadidiatou Diani - Amandine Henry - Eugénie Le Sommer - Lisa Boattin - Valentina Cernoia | - Alia Guagni - Khadija Shaw - Jun Endo - Mana Iwabuchi - Chidinma Okeke - Caroline Graham Hansen - Guro Reiten - Karina Sævik - Lineth Beerensteyn - Shanice van de Sanden - Desiree van Lunteren - Anna Anvegård - Kosovare Asllani - Stina Blackstenius - Magdalena Eriksson - Elin Rubensson - Linda Sembrant - Taneekarn Dangda |

## Prix décernés
Les prix suivants ont été décernés à la fin du tournoi.
| Prix                      | Gagnante                                                         |
| ------------------------- | ---------------------------------------------------------------- |
| Ballon d'or               | Megan Rapinoe                                                    |
| Ballon d'argent           | Lucy Bronze                                                      |
| Ballon de bronze          | Rose Lavelle                                                     |
| Soulier d'or              | Megan Rapinoe                                                    |
| Soulier d'argent          | Alex Morgan                                                      |
| Soulier de bronze         | Ellen White                                                      |
| Gant d'or                 | Sari van Veenendaal                                              |
| Jeune joueuse             | Giulia Gwinn                                                     |
| Trophée FIFA du Fair Play | France                                                           |
| But du tournoi            | Cristiane pour le Brésil contre l'Australie lors du premier tour |

Notes
1. 1 2 3  Alex Morgan a le même nombre de buts et de passes décisives (six buts, trois passes décisives), mais Rapinoe remporte le Soulier d'or du fait d'avoir joué moins de minutes. Ellen White a le même nombre de buts que Rapinoe et Morgan mais aucune passe décisive.

## Qualification pour les Jeux olympiques 2020
La Coupe du monde féminine de la FIFA sert de phase de qualification pour désigner les trois équipes de la zone UEFA appelées à disputer le tournoi olympique de football féminin de 2020 au Japon. Les trois équipes européennes ayant obtenu les meilleurs résultats en Coupe du Monde (en tenant compte du tour atteint) se qualifient. Dans le cas où un maximum de quatre équipes en lice pour les places olympiques se retrouvent éliminées au même stade, un tournoi qualificatif est prévu ultérieurement (début 2020) pour l'attribution de la ou des places restantes.
Pour la première fois, conformément à l'accord conclu entre les quatre associations de football britanniques (Angleterre, Irlande du Nord, Écosse et Pays de Galles), la Grande-Bretagne est en position de se qualifier pour les Jeux olympiques grâce à la performance en Coupe du monde de l'Angleterre (procédure déjà utilisée avec succès par l'équipe britannique de hockey sur gazon et de rugby à 7). L'Angleterre a été préférée à l’Écosse (qui dispute également cette coupe du monde) en raison de son meilleur Classement FIFA (la performance de l'Écosse dans cette phase finale est donc ignorée). Ainsi, huit équipes européennes se disputent trois places qualificatives pour les Jeux olympiques.
À la suite de la qualification des États-Unis pour les demi-finales, les trois équipes européennes qualifiées pour les demi-finales du mondial sont assurées de disputer le Tournoi olympique de 2020.
| Equipe                                              | Resultat à la Coupe du monde féminine de football 2019 | Qualification pour les Jeux olympiques d'été de 2020 |
| --------------------------------------------------- | ------------------------------------------------------ | ---------------------------------------------------- |
| Pays-Bas                                            | Finaliste                                              | Qualifiée                                            |
| Suède                                               | Demi-finaliste (3e)                                    | Qualifiée                                            |
| Angleterre (pour la Grande-Bretagne)                | Demi-finaliste (4e)                                    | Qualifiée                                            |
| Allemagne                                           | Éliminée en 1/4 de finale                              | Éliminée                                             |
| Italie                                              | Éliminée en 1/4 de finale                              | Éliminée                                             |
| France                                              | Éliminée en 1/4 de finale                              | Éliminée                                             |
| Norvège                                             | Éliminée en 1/4 de finale                              | Éliminée                                             |
| Espagne                                             | Éliminée en 1/8 de finale                              | Éliminée                                             |
| Écosse (ignorée pour les qualifications olympiques) | Éliminée au premier tour                               | -                                                    |

## Aspects socio-économiques de la Coupe du monde

### Sponsors
- Adidas
- Coca-Cola
- Hyundai
- PROMAN
- Qatar Airways
- SNCF
- VISA
- Wanda
- Orange
- EDF
- Arkema
- Crédit Agricole

## Droits de diffusion
- Australie – Optus Sport (en)[90]
- Belgique – RTBF
- Brésil – Grupo Globo, Rede Bandeirantes. Sur les chaînes gratuites, les matchs de l'équipe brésilienne seront retransmis pour la première fois par Rede Globo, les autres matchs seront retransmis par Rede Bandeirantes. À la télévision par câble, les matchs seront retransmis par SporTV et BandSports[91].
- Canada – CTV, TSN, RDS[92],[93]
- Chine – CCTV 5 Sports
- Corée du Sud – (SBS, KBS, KBSN Sports, MBC Sports+)(Les matchs de l'Équipe de Corée du Sud féminine et les Demi-finales et la Finale seulement)[94]
- Danemark – DR[95]
- Espagne – GOL TV
- États-Unis – FOX, FS1, Telemundo, Universo[96]

- France

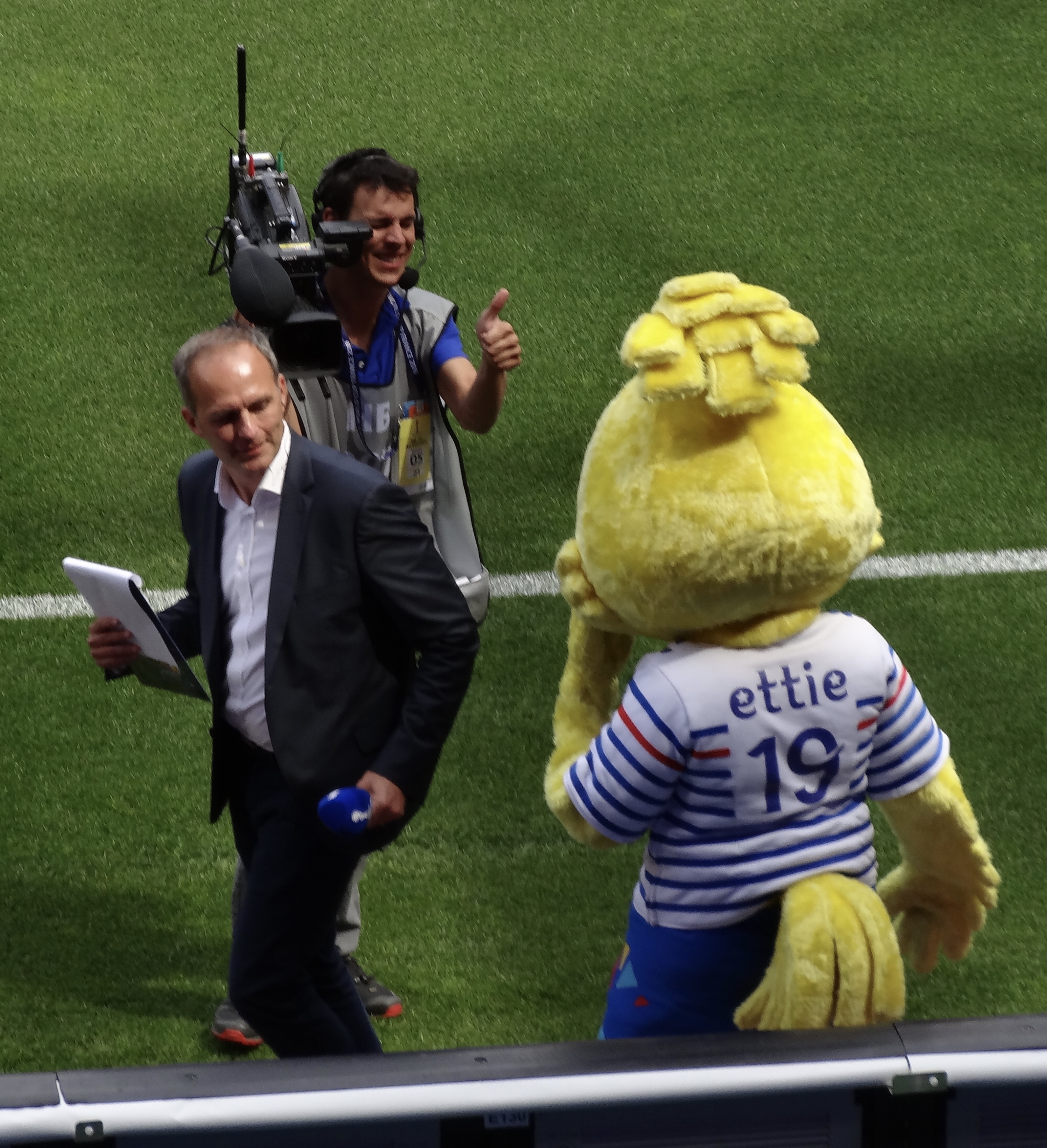
Retransmission en direct de la Rai Uno.

  - En métropole – Canal+ pour l’intégralité de la compétition, TF1 et TMC pour 25 affiches sur 52 au total dont ceux de l'Équipe de France[97].
  - Dans la France d'outre-mer – Les 9 chaînes du réseau La 1ère du groupe France Télévisions diffuseront 15 matchs sur les 52 de la compétition dont ceux de l'Équipe de France[98] et Canal+ (en Guadeloupe, Guyane française, Martinique, Nouvelle-Calédonie, Polynésie française, à La Réunion, Saint-Martin et Saint-Barthélémy) pour l'intégralité de la compétition diffusée en fonction des différents fuseaux horaires.
- Irlande – RTÉ, TG4[99]
- Italie – Rai Uno, Sky Italia
- Japon – J Sports (Tous les matchs), Fuji TV et NHK BS (Les matchs de l'Équipe du Japon féminine seulement)
- Pays-Bas – NOS
- Royaume-Uni – BBC[100]
- UNASUR – DirecTV Sports (es)

### Médias français
Le 14 janvier 2016, le Groupe TF1 annonce avoir acquis l'intégralité des droits de retransmission : il s'agit de la première retransmission du groupe d'une coupe du monde féminine de football.
Le 16 novembre 2017, le Groupe TF1 décide de sous-licencier l'intégralité de la compétition au groupe Canal+, qui co-diffusera 25 matchs avec TF1 dont ceux de l'Équipe de France et proposera les 27 autres en exclusivité.
De plus, un dispositif important va être mis en place par les deux diffuseurs. En effet chaque dimanche de coupe du monde Canal+ va proposer un magazine en access à 19h et en clair sur le principe du Canal Football Club avec Laure Boulleau... Chaque soir de match au coup de sifflet final aura lieu le Late Football Club sur Canal+ ou Canal+ Sport.
TF1 ou TMC proposera un magazine à la fin du match diffusé (25 rencontres) et un Téléfoot spécial le dimanche.

### Programme TV
| Matchs                                    | Date           | Heure   | Audiences  | PDM                    |
| ----------------------------------------- | -------------- | ------- | ---------- | ---------------------- |
| Phase de groupes                          |                |         |            |                        |
| France - Corée du Sud (Match d'ouverture) | 7 juin 2019    | 21 h    | 9 829 000  | 44,3 %                 |
| Espagne - Afrique du Sud                  | 8 juin 2019    | 18 h    | 629 000    | 5,9 %[réf. nécessaire] |
| Angleterre - Écosse                       | 9 juin 2019    | 18 h    | 553 000    | 4,1 %                  |
| France - Norvège                          | 12 juin 2019   | 21 h    | 9 410 000  | 40,8 %                 |
| Angleterre - Argentine                    | 14 juin 2019   | 21 h    | 1 429 000  | 7,3 %                  |
| Canada - Nouvelle-Zélande                 | 15 juin 2019   | 21 h    | 764 000    | 4,2 %[réf. nécessaire] |
| États-Unis - Chili                        | 16 juin 2019   | 18 h    | 742 000    | 6,3 %[réf. nécessaire] |
| Nigeria - France                          | 17 juin 2019   | 21 h    | 8 809 000  | 38,7 %                 |
| Italie - Brésil                           | 18 juin 2019   | 21 h    | 1 482 000  | 7 %                    |
| Japon - Angleterre                        | 19 juin 2019   | 21 h    | 1 569 000  | 7,8 %                  |
| Suède - États-Unis                        | 20 juin 2019   | 21 h    | 1 936 000  | 9,4 %                  |
| Huitièmes de finale                       |                |         |            |                        |
| Norvège - Australie                       | 22 juin 2019   | 21 h    | 1 213 000  | 7,9 %                  |
| Angleterre - Cameroun                     | 23 juin 2019   | 17 h 30 | 717 000    | 6,3 %                  |
| France - Brésil                           | 23 juin 2019   | 21 h    | 10 635 000 | 48,5 %                 |
| Espagne - États-Unis                      | 24 juin 2019   | 18 h    | 1 629 000  | 11,9 %                 |
| Suède - Canada                            | 24 juin 2019   | 21 h    | 1 516 000  | 7,3 %                  |
| Pays-Bas - Japon                          | 25 juin 2019   | 21 h    | 1 676 000  | 8,5 %                  |
| Quarts de finale                          |                |         |            |                        |
| Norvège - Angleterre                      | 27 juin 2019   | 21 h    | 3 102 000  | 16 %                   |
| France - États-Unis                       | 28 juin 2019   | 21 h    | 10 712 000 | 50,7 %                 |
| Italie - Pays-Bas                         | 29 juin 2019   | 15 h    | 737 000    | 7,6 %                  |
| Allemagne - Suède                         | 29 juin 2019   | 18 h 30 | 1 021 000  | 8,5 %                  |
| Demi-finales                              |                |         |            |                        |
| Angleterre - États-Unis                   | 2 juillet 2019 | 21 h    | 5 541 000  | 27,5 %                 |
| Pays-Bas - Suède                          | 3 juillet 2019 | 21 h    | 4 311 000  | 24,9 %                 |
| Petite finale (3e place)                  |                |         |            |                        |
| Angleterre - Suède                        | 6 juillet 2019 | 17 h    | 859 000    | 9,2 %                  |
| Finale                                    |                |         |            |                        |
| États-Unis - Pays-Bas                     | 7 juillet 2019 | 17 h    | 5 260 000  | 41,2 %                 |

La totalité des matchs est retransmise en intégralité par le Groupe Canal +.